# Deutscher Fußball-Bund

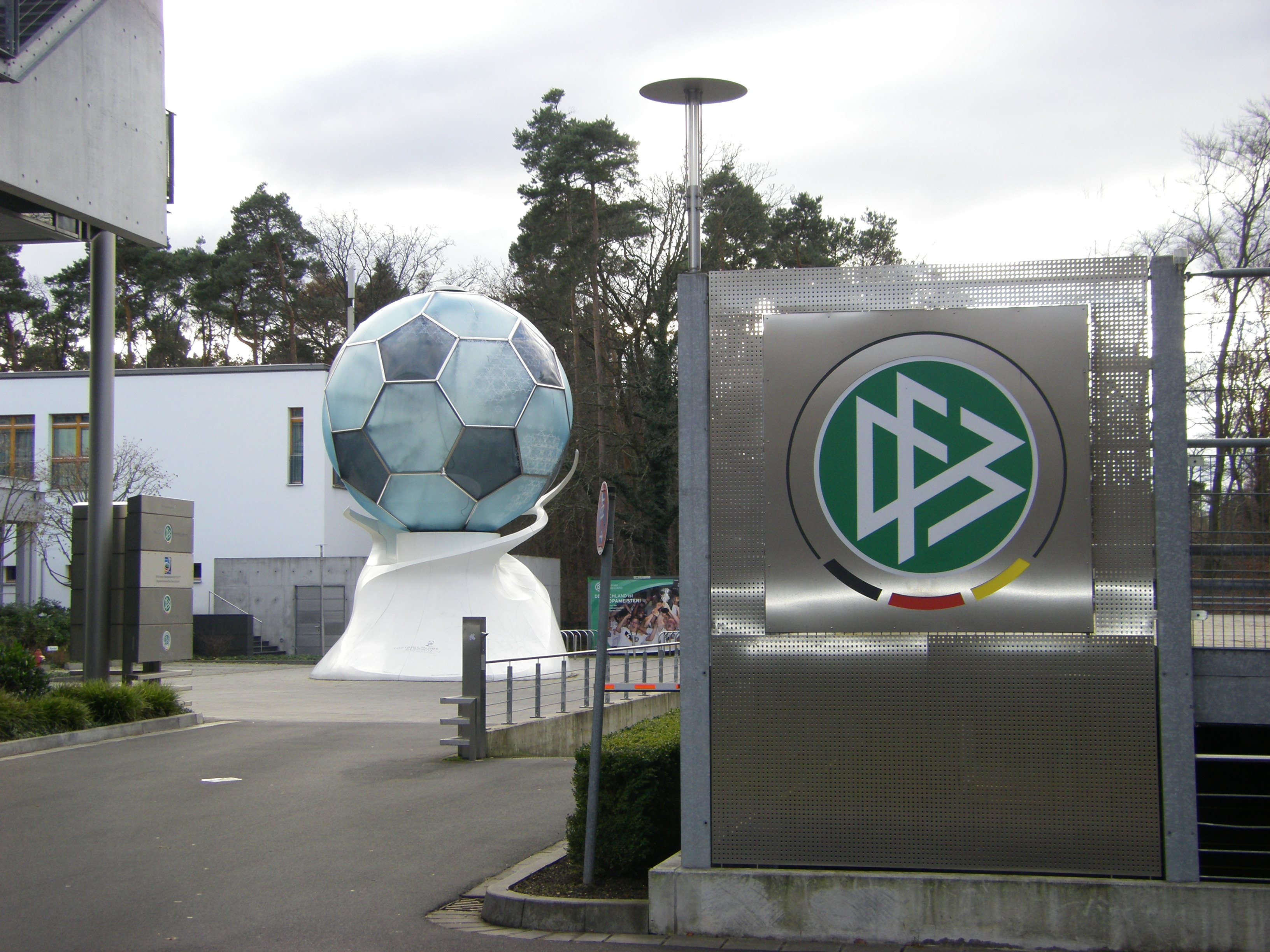
Eingangsbereich der ehemaligen DFB-Verwaltung in der Frankfurter Otto-Fleck-Schneise unweit des Deutsche Bank Parks

Der Deutsche Fußball-Bund e. V. (DFB) ist der Dachverband von 27 Fußballverbänden in der Bundesrepublik Deutschland, denen wiederum rund 24.000 Fußballvereine angehören. Seinen Sitz hat der Verein mit zuletzt teilweise ungeklärter Gemeinnützigkeit in Frankfurt am Main. Ordentliche DFB-Mitglieder sind die DFL Deutsche Fußball Liga, die fünf Regional- und die 21 Landesverbände. Mit mehr als 8 Millionen Mitgliedern der angeschlossenen Vereine ist der DFB der größte nationale Sportfachverband der Welt.
Gegründet wurde der DFB zur Zeit des Kaiserreiches am 28. Januar 1900 in Leipzig. Seit 1903 richtet er die deutsche Fußballmeisterschaft aus (seit 2001 an den Ligaverband delegiert) und trat dem Fußball-Weltverband FIFA bei dessen Gründung 1904 bei. In der Zeit des Nationalsozialismus ab 1933 wurde auch der DFB gleichgeschaltet und löste sich 1940 auf. Anfang 1950 gründeten die bundesrepublikanischen Verbände den DFB in Stuttgart neu. Seit September 1950 gehört er wieder der FIFA an, seit 1954 auch der europäischen UEFA. 1957 trat der Saarländische Fußballverband dem DFB bei, 1990 der Deutsche Fußball-Verband der DDR als fünfter Regionalverband als Nordostdeutscher Fußballverband. Als nationaler Fußballverband organisiert der DFB die deutschen Fußballnationalmannschaften und bestimmt die Bundestrainer.

## Geschichte

### Deutscher Fußball im 19. Jahrhundert
Im Deutschen Reich des 19. Jahrhunderts hatte Sport nur eine untergeordnete Bedeutung. Unter den aus England übernommenen Mannschaftssportarten dominierte seit Beginn der 1870er Jahre zunächst Rugby Football. Dieser wurde hauptsächlich von hier lebenden Briten und Amerikanern betrieben. Die Anfänge des Association Football, zu Beginn noch eine Mischung aus Fußball und Rugby, finden sich 1874 durch die Einführung des Fußballs in den Schulsport des Gymnasiums Martino-Katharineum durch Konrad Koch in Braunschweig. 1875 führten der Lehrer Wilhelm Görges und der aus Australien stammende Richard E. N. Twopenny das Spiel am Johanneum in Lüneburg ein. 1882 wurde vom preußischen Kultusminister ein Spielerlass beim Turnunterricht an den Schulen eingeführt, erst dadurch wurde Fußball einer breiteren Bevölkerungsschicht bekannt. Seit Ende der 1880er Jahre wurde im Deutschen Reich neben Rugby auch immer mehr Association Football gespielt.
Wie in ganz Deutschland, so vollzog sich auch die Entwicklung des Fußballsports in Berlin anfangs sehr schleppend. Im Winter 1880/81 trugen Schüler des Friedrich-Wilhelm-Gymnasiums erstmals ein Association-Football-Spiel aus. 1883 spielten Engländer und Deutsche gelegentlich auf dem Tempelhofer Feld bei Berlin, im Hoppegarten, in Pankow (Schönholz) und in Nieder-Schöneweide. Erst zum Ende der 1880er Jahre setzte sich eine rasante Entwicklung durch die Gründung einer Vielzahl von Fußballklubs ein. Am 15. April 1888 wurde mit dem BFC Germania 1888 der älteste noch heute existierende deutsche Fußballverein gegründet. Die neuen Vereine organisierten sich in vielen verschiedenen Verbänden, dazu gehörten ab 1890 der Bund Deutscher Fußballspieler, der Deutsche Fußball- und Cricket Bund und der Verband Deutscher Ballspielvereine.
Auch „Ur-Länderspiele“ gab es bereits mit Auswahlmannschaften, in denen Berliner Spieler dominierten. Nach Berlin folgte 1893 der Süden mit seiner Süddeutschen Fußball-Union, die aber wegen interner Streitigkeiten und geringer Zahl von Klubs nur zwei Jahre lang existierte. Danach folgten Hamburg und Altona mit dem Hamburg-Altonaer Fußball-Bund, Leipzig mit dem Verband Leipziger Ballspiel-Vereine, der Verband Süddeutscher Fußball-Vereine sowie der Rheinische Spiel-Verband im Westen. Mit den Jahren gab es noch weitere lokale und regionale Fußballverbände.

### Von der Gründung 1900 bis 1933

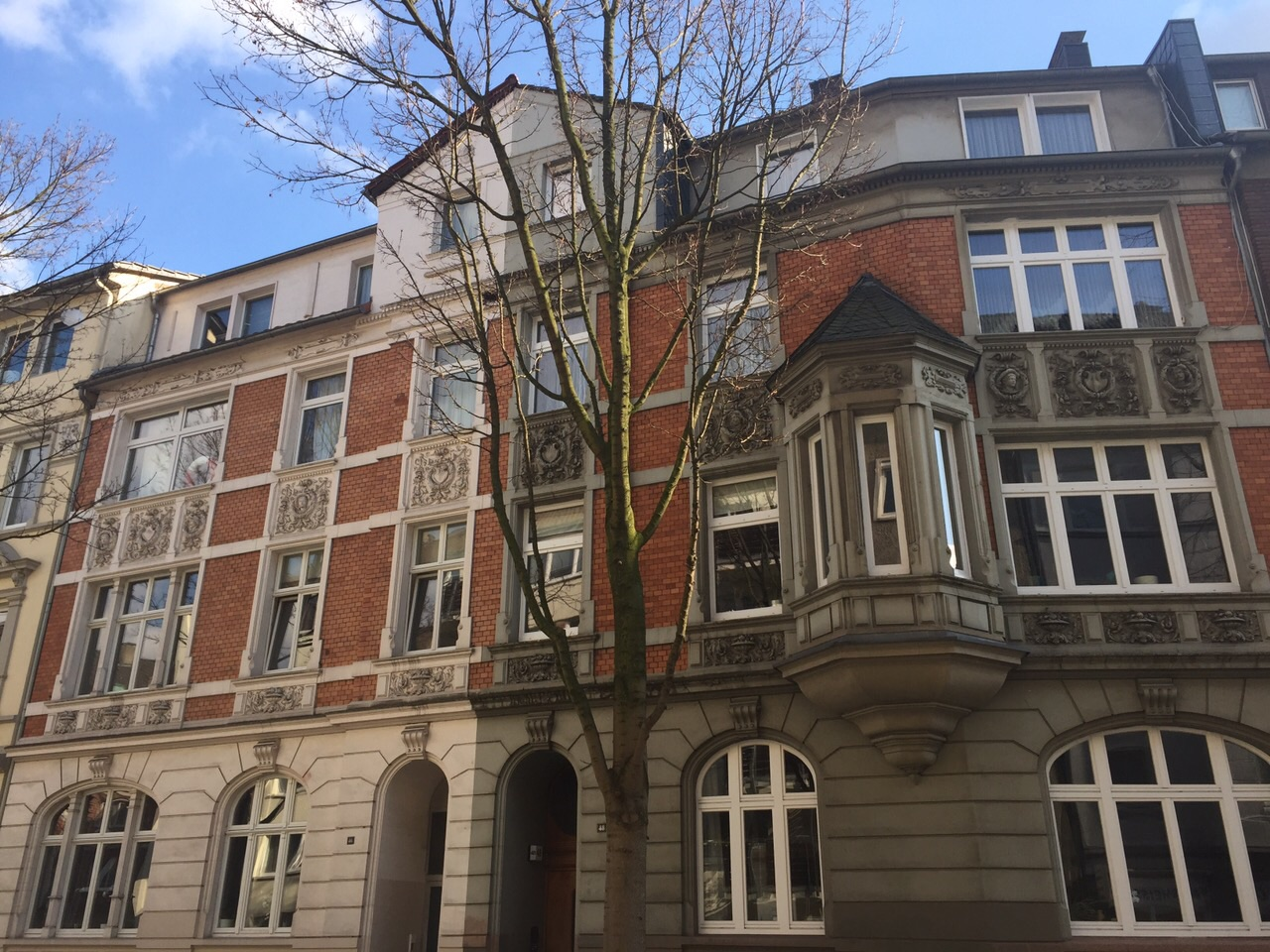
Die erste Geschäftsstelle des DFB, Gutenbergstraße 43 in Dortmund

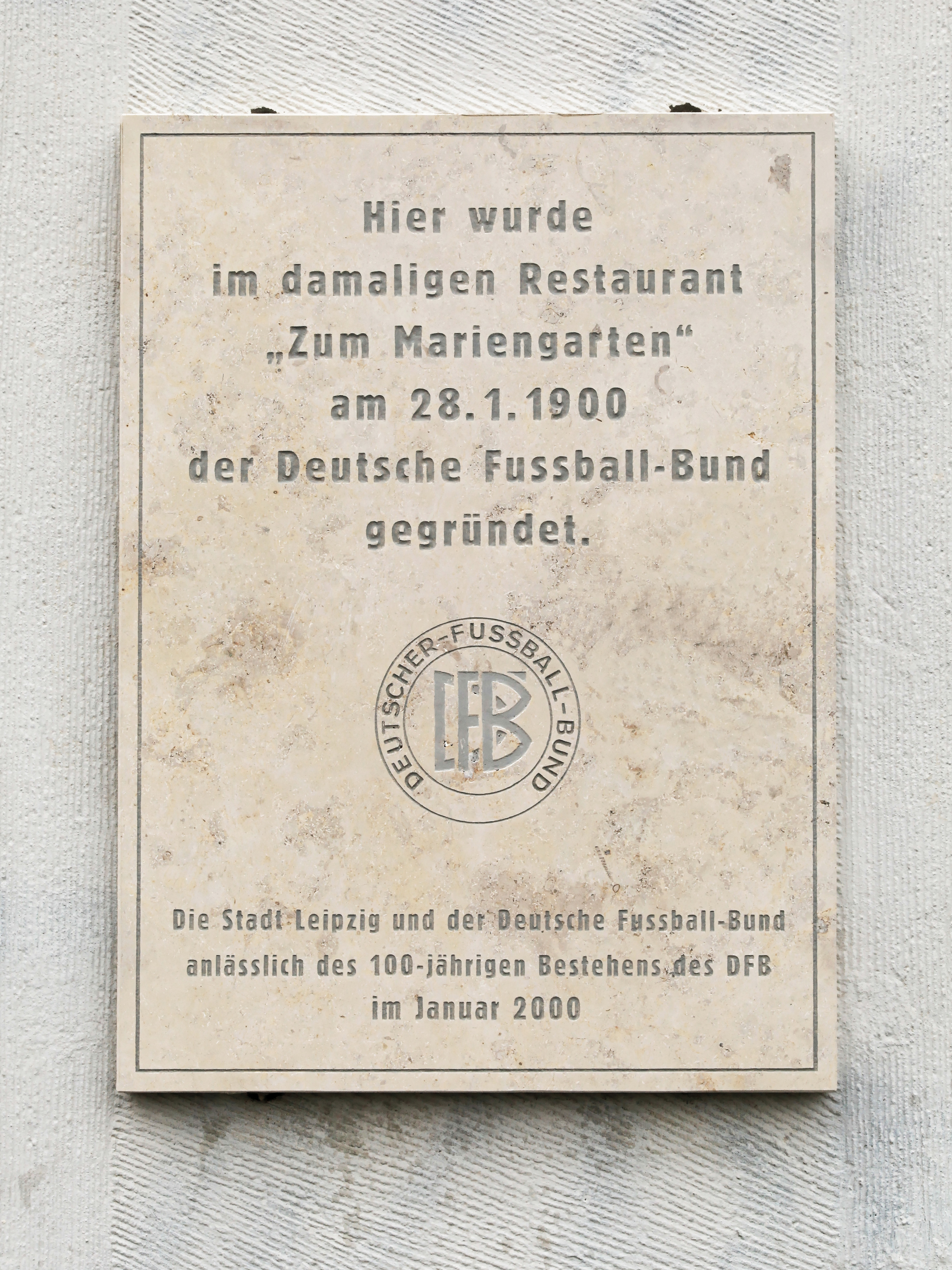
Gedenktafel anlässlich des 100-jährigen Bestehens des DFB an seinem Gründungsort in Leipzig (2015)

Erstes DFB-Logo von 1900 bis 1926

Einzellogo von 1911

Am 28. Januar 1900 trafen sich in der Gaststätte „Zum Mariengarten“ in der Büttnerstraße 10 in Leipzig 36 Vertreter von 86 Vereinen zur Gründungsversammlung des Deutschen Fußball-Bunds, darunter auch zwei deutschsprachige Vereine aus Prag. Ferdinand Hueppe vom DFC Prag wurde anschließend zum ersten Präsidenten des Verbandes gewählt. Eine Plakette am Gründungsort unweit des Hauptbahnhofs erinnert an das historische Ereignis.
Mit der Gründung des DFB durch die 86 Gründungsvereine gab es einen deutschlandweiten Führungsverband, der ab 1903 Endrunden um die deutsche Meisterschaft ausspielte – zuvor waren noch Zwistigkeiten zu klären gewesen, da die Regionalverbände ihre Meisterschaften ungern unterordnen und abwerten wollten. Der erste deutsche Fußballmeister war der VfB Leipzig. Am 21. Mai 1904 trat der DFB per Fernschreiben noch an dessen Gründungstag dem Weltfußballverband FIFA als achtes Mitglied bei. Auch wenn er nicht zu den sieben Gründungsmitgliedern gehörte, die sich in Paris zur Gründungsversammlung trafen, war er laut Homepage der FIFA „nichtsdestoweniger in der ersten Stunde mit dabei“. Mit dem Beitritt zur FIFA mussten ausländische Vereine aus dem DFB ausgeschlossen werden, womit auch Präsident Hueppe aus dem Verband ausschied. Zu seinem Nachfolger wurde Friedrich Wilhelm Nohe vom Karlsruher FV gewählt.
Im Jahr 1910 beschloss der DFB die Einrichtung einer Geschäftsstelle, denn die Verwaltungsaufgaben waren inzwischen stark angewachsen. Im Jahr 1905 waren dem Verband 254 Vereine mit rund 13.000 Spielern angeschlossen. Zum 31. Dezember 1910 zählte man bereits 1.361 Fußballvereine in 641 Orten und 109.577 Mitglieder. Als erster hauptamtlicher Geschäftsführer wurde der Dortmunder Walter Sanß eingesetzt, wodurch die erste Geschäftsstelle des DFB in seinem Haus in der Gutenbergstraße 43 Dortmund eingerichtet wurde.
Bis zum Ersten Weltkrieg gab es viele lokale Verbände und Ligen, die sich (noch) nicht dem DFB, bzw. den Regionalverbänden angeschlossen hatten. Der Aufschwung des Fußballs, der von etwa 1910 an deutlich zunahm, wurde so statistisch erst nach 1919 erfasst. Auch entsprach der Zuschnitt der Regionalverbände noch lange nicht dem heutigen. So reichte z. B. der Westdeutsche Spielverband bis nach Osterode und Göttingen im Osten.
1926 wurde das Logo des Deutschen Fußball-Bunds nach einem Entwurf von Ernst Fuhry neu gestaltet. Die drei Buchstaben DFB wurden in Anlehnung an germanische Runen deutlich schärfer und gezackter gezeichnet und ineinander geschoben. Die Farbe der Buchstaben wurde einheitlich in Rasengrün gehalten. Der äußere Kreis fiel weg.

### Im Dritten Reich

Zweites Logo von 1926 bis 1995

Die Gleichschaltung des Sports ließ den DFB noch bis 1940 formal weiter bestehen, kostete ihn aber seine föderative Struktur – alle sieben Regionalverbände mussten sich auflösen – und reduzierte ihn auf eine „kameradschaftliche Vereinigung“, so Felix Linnemann als Bundesvorsitzender und nun auch Chef des neuen, deutlich wichtigeren Fachamtes Fußball, dem fast alle operativen Aufgaben übertragen wurden. Länderspiele blieben zunächst in der Zuständigkeit des DFB, solange er „noch sieben Jahre lang als Logo, als Verbindungsglied zur FIFA und anfangs zur Vermögensverwaltung existierte.“
Eine kritische Vergangenheitsaufarbeitung des DFB wurde erstmals im Jubiläumsband 100 Jahre DFB, erschienen im Jahr 2000, vorgenommen. In ihm setzte sich der Co-Autor Karl-Adolf Scherer mit dem damaligen Präsidenten Felix Linnemann und dem Geschäftsführer des Westdeutschen Spiel-Verbandes Josef Klein kritisch auseinander. Für weiterführende Recherchen und Aufbereitungen haben die Verantwortlichen des DFB eine Studie in Auftrag gegeben, deren Autor Nils Havemann das Buch Fußball unterm Hakenkreuz unter Zuhilfenahme umfangreicher Archive und Nachlässe verfasste; er erhielt auch Zugang zu bis dahin verschlossenen DFB-Archiven. Der DFB stellte sich damit zirka 60 Jahre nach dem Ende des Dritten Reichs in direkter Weise dem Fehlverhalten seiner Funktionäre in der Zeit des Nationalsozialismus, wie dies den Ergebnissen der Studie von Havemann zu entnehmen ist.
Der DFB war Anfang der 1930er Jahre stark dem bürgerlichen Lager verbunden und mit ihm in allen seinen Gremien verwurzelt. Auch auf den herannahenden Nationalsozialismus hatte er sich nur sehr ungenügend vorbereitet. Die sportpolitische Situation erlaubte es insbesondere Guido von Mengden, Josef Klein, Georg Xandry, Wilhelm Erbach sowie dem damaligen DFB-Präsidenten Felix Linnemann ihre nationalsozialistischen Gedanken und Überzeugungen in die Verbände einzubringen. Vor allem mit Hilfe des Vorsitzenden des Deutschen Reichsausschusses für Leibesübungen (damit dominierend in allen deutschen Sportverbänden wie DFB und auch NOK), dem Reichssportführer Hans von Tschammer und Osten, konnte das Idealbild der Nazis im gesamten deutschen Sport implantiert werden. Der Historiker Hajo Bernett bezeichnete Mengden, welcher 1935 auch Pressereferent und 1936 schließlich Generalreferent von Tschammers wurde, in dessen Biographie 1976 als „Generalstabschef des deutschen Sport“. Eine weitere dominante Rolle im vollkommenen Gehorsam Hitler gegenüber spielte der 1931 ernannte Schatzmeister des DFB, der Bankier Arthur Strenzel. Insbesondere während des Weltkriegs führte dieser als zweiter Präsident den DFB von Berlin aus, als Linnemann sich weitgehend zurückzog. Die nationalistische Riege innerhalb des DFB war allerdings auch viel größer als diese und wurde weitgehend von einem Triumvirat aus dem Deutschen Reichsausschuss und dem Reichsbund für Leibesübungen, Lewald-Dominicus-Linnemann, insbesondere durch dessen Generalsekretär Carl Diem, dominiert.
Kurz nach der Ernennung Hitlers zum Reichskanzler führte Josef Klein am 6. Juni 1933 den Hitlergruß im WSV ein und erklärte ihn am 7. August 1933 für verbindlich im gesamten DFB. Einer der Spieler, die dies missachteten, war Walter Pahl (VfB Dobberzin, Kreis Finowtal), der wegen Verweigerung des Grußes aus dem DFB ausgeschlossen und damit für den deutschen Fußball gesperrt wurde. Weiterhin wurden nach der Verabschiedung des Ermächtigungsgesetzes durch den Reichstag am 23. März 1933 sämtliche Juden und Marxisten aus führenden DFB-Positionen entfernt, und auch als Mitglieder ausgeschlossen.
Trotz aller Schwüre der linientreuen Funktionäre wurde dem DFB aufgrund eines Erlasses des Reichssportkommissars vom Juni 1933 die Existenzgrundlage entzogen, als 15 neue Fachverbände den alten Deutschen Reichsausschuss für Leibesübungen ersetzten und ein (Fachamt Fußball) gegründet wurde. Nur diese Verbände hatten noch das Recht, Meisterschaften durchzuführen. Die den DFB bildenden Regional- oder Landesverbände verschwanden; an deren Stelle traten analog zu den NSDAP-Gauen 16 Gaue, mit je zehn Gauklassemannschaften.
Angesichts dieser Situation fand am 9. Juli 1933 in Berlin ein außerordentlicher Bundestag des DFB statt, der ganze 28 Minuten dauerte. Bei diesem wurde Linnemann einstimmig ermächtigt, alle personellen und sachlichen Maßnahmen einzuleiten, um den DFB in das Programm des Reichssportkommissars einzugliedern und damit eine entscheidende Umwandlung des DFB vorzunehmen. Da sich Linnemann an die Anweisungen Tschammers hielt und diese widerstandslos umsetzte, durften die gestandenen Vereine ihre Namen behalten (nur wenige benannten oder gründeten sich neu), und seine alten Mitstreiter blieben im Amt. Er schaffte es auch, dass im neuen Fachverband Fußball, bis auf den Chef des Gau 3 (Berlin) Otto Glöckler, kein Neuling aus der Partei in Führungspositionen gelangte.
Auch wenn Linnemann und Nerz mit der Umgestaltung des DFB schnell fortschritten, war damit doch die eigentliche Existenzgrundlage entzogen. Selbst die erfolgreiche Einführung des Tschammer-Pokals als deutschen Vereinspokal – dieser kam beim Fußballvolk gut an – konnte darüber nicht hinwegtäuschen. Als Debakel erschien dann auch die 0:2-Niederlage gegen Norwegen bei den Olympischen Sommerspielen 1936 in Berlin, bei der Adolf Hitler sein einziges Länderspiel besuchte, woraufhin eine wichtige, bislang vorhandene, Unterstützung fehlte und letztlich die Auswechselung von Nerz (der 1938 zurücktrat) gegen Sepp Herberger eingeleitet wurde.
Sepp Herberger führte 1938 die deutsche Elf zur Weltmeisterschaft nach Frankreich und musste „seine“ Teamaufstellung von der Führung des Fachverbandes Fußball „absegnen“ bzw. korrigieren lassen. Fachverbandschef und DFB-Präsident Linnemann war bereits seit einiger Zeit nicht mehr in Berlin, sondern in Stettin stationiert. Dort erfuhr auch Herberger dann, dass aufgrund einer Entscheidung Tschammer von Ostens die großdeutsche Mannschaft aus „reichsdeutschen“ Amateur-Nationalspielern und mindestens fünf (bis dahin) professionellen „Österreichdeutschen“ zu bilden sei. Somit wurde deutlich, dass die wesentlichen Entscheidungen weder im Fachamt noch vom DFB getroffen wurden, wenngleich Linnemann die Vorgabe gegenüber Herberger vertrat. Für den stellte dies die schlechteste denkbare Lösung dar und verdeutlichte ihm, dass der Fußball insbesondere nach dem Olympiadebakel keine guten Karten mehr beim NS-Regime hatte. Ein Hinweis auf die prekäre Stellung des Fußballs im Dritten Reich ist, dass man sich ebenfalls für die Austragung der WM 1938 beworben, dann aber ohne Begründung verzichtet hatte. Das 112-seitige Fußballjahrbuch 1938 handelte die WM in Frankreich, bei der die großdeutsche Mannschaft schon in der ersten Runde, dem Achtelfinale, scheiterte, auf nur einer Seite ab.
Nach den Niederlagen bei Olympia 1936 und der WM 1938 wandte sich die NS-Führung vom Fußball weitgehend ab, obwohl seine Stellung im Weltfußball weiterhin durchaus beachtlich war: So stellte der DFB mit Ivo Schricker den Generalsekretär der FIFA, vier deutsche Spieler (Jakob, Kitzinger, Goldbrunner und Lehner) liefen bei einem FIFA-Freundschaftsspiel in Amsterdam auf, und zwei weitere (Albin Kitzinger und Anderl Kupfer) standen gegen England in einer europäischen Kontinentauswahl.
Nach und nach wurde die Bedeutung des DFB eingeschränkt, weil der Reichsjugendführer Baldur von Schirach bereits am 1. Dezember 1936 Tschammer von Osten zum Beauftragten für Leibeserziehung der gesamten deutschen Jugend ernannt hatte und dieser auch sämtliche Entscheidungen im deutschen Fußball allein traf. Damit war allerdings auch die neue Dominanz im gesamten deutschen Sport der Hitlerjugend übertragen und der DFB entscheidungstechnisch neutralisiert. Nachdem der DFB spätestens ab 1939 de facto keinerlei Existenzgrundlage mehr besessen hatte, beschloss am 27. April 1940 eine Mitgliederversammlung seine Auflösung zum 1. Juli 1940 und bestimmte drei Liquidatoren, darunter Linnemann. Zwei Wochen vor der Mitgliederversammlung im April war die DFB-Satzung dahingehend geändert worden, dass „im Fall der Auflösung des Deutschen Fußball-Bundes das Vermögen an den Nationalsozialistischen Reichsbund für Leibesübungen (fällt)“.

### Nachkriegszeit und Neugründung
Auf der ersten Sitzung des Exekutivkomitees nach Ende des Zweiten Weltkrieges am 10. bis 12. November 1945 in Zürich beschloss die FIFA die Sportbeziehungen im Sinne der FIFA-Statuten zu Deutschland (wie auch zu Japan) und damit zur Nationalmannschaft und allen Verbänden abzubrechen und verfügte gleichzeitig ein Verbot an alle Mitgliedsverbände, Sportbeziehungen zu Deutschland zu unterhalten. Eine Teilnahme des (ohnehin aufgelösten) DFB und seiner Verbände an internationalen Wettbewerben war daher in den Nachkriegsjahren nicht mehr möglich. Das wieder errichtete Österreich konnte dagegen bereits ab 1945 wieder eigenständig Länderspiele bestreiten.
Dies änderte sich erst wieder, als der englische Fußballverband (The FA) 1949 nach Gründung der Bundesrepublik Deutschland bei der FIFA eine Wiederzulassung zum internationalen Spielverkehr beantragte. Die FIFA hob daraufhin das Spielverbot gegen alle Mannschaften auf, verlangte aber am 7. Mai 1949, dass vor jedem internationalen Spiel die jeweilige Militärregierung, in deren Besatzungszone ein internationales Spiel ausgetragen werden soll, ihre Zustimmung erteilt. Weitere überzonale Angelegenheiten, wie etwa die Austragung der deutschen Meisterschaft wurden bis dato von einem 1947 unter Leitung von Peco Bauwens in Essen gegründeten Fußball-Ausschuss geregelt, dem neben Bauwens Hans Huber, Walter Dinger, Heino Gerstenberg und Prüfer angehörten. Unter anderem befasste sich dieser Ausschuss mit dem Vertragsspielerstatus, das unter Führung der Vereinigung der Süddeutschen Fußballklubs organisierten für die Oberliga Süd eingeführt worden war, aber zum Beispiel von Vereinen der britischen Zone abgelehnt wurde. Die Rechtmäßigkeit des Fußball-Ausschusses wurde dabei mitunter in Frage gestellt, etwa 1949 vom Bayerischen Fußball-Verband.
Die offizielle und rechtsverbindliche Wiedergründung des DFB nach dem Krieg wurde am 21. Januar 1950 in Stuttgart beschlossen, bei einer Arbeitstagung aller westdeutschen Verbände, jedoch mit Ausnahme des französisch besetzten Saarlandes, das noch nicht Teil der neuen Bundesrepublik war und zwei Jahre zuvor den Saarländischen Fußballverband gegründet hatte. Dieser wurde im Juni 1950 in die FIFA aufgenommen. Für die sowjetisch besetzte Deutsche Demokratische Republik wurde im Juli 1950 der Deutsche Fußball-Verband gegründet. Die endgültige Wiederaufnahme des DFB in die FIFA wurde bereits beim FIFA-Kongress am 22. Juni des Jahres durch den Schweizerischen Fussballverband (SFV) beantragt, wurde aber erst am 22. September 1950 durch das Exekutivkomitee bei dessen Sitzung in Brüssel beschlossen. Der DFB und seine Verbände waren ab diesem Zeitpunkt wieder ohne Einschränkung international teilnahmeberechtigt.
Mit der Eingliederung des Saarlandes in die Bundesrepublik 1957 trat der Saarländische Fußballverband, der zuvor eigenständiges FIFA-Mitglied war, dem DFB bei.

### Bundesliga-Gründung
Bereits 1932 hatte der damalige DFB-Präsident Felix Linnemann die Einführung einer „Reichsliga“ gefordert, einer Profiliga, in der die besten Vereine den Deutschen Meister ausspielen sollten. Das Vorhaben wurde jedoch von den Regionalverbänden zurückgewiesen. Bis in die sechziger Jahre wurde der Deutsche Meister in der Bundesrepublik unter den Meistern der einzelnen Oberligen in Gruppenspielen und Finalspiel ermittelt, während dieser in der DDR bereits seit der Spielzeit 1949/50 in einer landesweiten DDR-Oberliga ermittelt wurde. 1954 trat der DFB der UEFA bei.
1955 verbot der DFB, wie auch der englische Fußballverband, den Frauenfußball. Die Vereine im DFB durften somit keine Frauenabteilungen gründen und auch keine Sportplätze zur Verfügung stellen. Im Beschluss vom 30. Juli 1955, der einstimmig gefasst wurde, hieß es: „Im Kampf um den Ball schwindet die weibliche Anmut, Körper und Seele erleiden unweigerlich Schaden und das Zurschaustellen des Körpers verletzt Sittlichkeit und Anstand.“ Am 31. Oktober 1970 wurde das Verbot aufgehoben.
Im Jahr 1962, wenige Wochen nachdem die bundesdeutsche Nationalmannschaft bei der WM in Chile im Viertelfinale ausgeschieden war, schlug der spätere DFB-Präsident Hermann Neuberger erneut die Schaffung einer einheitlichen höchsten Spielklasse vor. Am 28. Juli 1962 beschloss der DFB-Bundestag in Dortmund schließlich die Einführung der Bundesliga zur Saison 1963/64.
Seit diesem Zeitpunkt wird die deutsche Fußballmeisterschaft im Ligasystem ausgespielt. Der Deutsche Meister wurde dann in den 30, später 34 Spieltagen der Bundesliga ausgespielt. Die Bundesliga besteht seit 1965 aus 18 Mannschaften, vorher waren es 16; 1991/92 gab es im Zuge der Wiedervereinigung einmalig eine Saison mit 20 Vereinen und 38 Spieltagen.

### Entwicklung 1970er-Jahre bis 2000

Drittes Logo von 1995 bis 2003

Nach der Aufhebung des Verbotes vom Frauenfußball gründeten sich zahlreiche Teams. Diese durften jedoch nur unter eingeschränkten Regularien und in lokalen Wettbewerben antreten. Ein offizielles Frauennationalteam gab es ab 1982.
Im Jahr 1974 veranstaltete der DFB in der Bundesrepublik zum ersten Mal die Fußball-Weltmeisterschaft der Männer und wurde im eigenen Land Fußball-Weltmeister. Als nächste große Veranstaltung folgte 1988 die Fußball-Europameisterschaft der Männer. Nach dem Beitritt der DDR zur Bundesrepublik trat am 21. November 1990 der einen Tag zuvor gebildete Nordostdeutsche Fußballverband (NOFV) auf einem außerordentlichen Bundestag des DFB in Leipzig diesem bei. Damit waren die nach 1945 getrennten Landesverbände wieder in einem Bund.
1990 wurde die Daimler AG mit der Handelsmarke Mercedes-Benz, welche den DFB bereits seit 1972 unterstützt, Generalsponsor des DFB. Die Auswahlmannschaften trugen infolgedessen den Mercedes-Stern auf den Trainingsjacken. Der Vertrag wurde mehrfach, letztmals bis zum Jahr 2018, verlängert.
1995 wurde das Logo des Deutschen Fußball-Bunds dreieckiger und offener gestaltet. Es erinnert nun an einen Valknut. Der Schriftzug wird in leicht abgewandelter Form bis heute verwendet.
Im Jahr 2000 wurde die Deutsche Fußball Liga GmbH (DFL) gegründet, welche mit der operativen Geschäftsführung der Bundesliga und der 2. Bundesliga betraut wurde.
In den Jahren 1995 und 2001 richtete der DFB jeweils die Fußball-Europameisterschaft der Frauen aus, in beiden Jahren wurden die deutschen Frauen auch Fußball-Europameisterinnen.

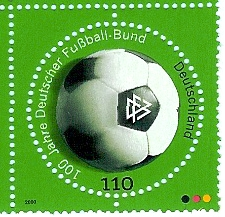
Sondermarke 2000
„100 Jahre Deutscher Fußball-Bund“

Zum 100. Geburtstag gab der DFB im Jahr 2000 eine eigene Chronik „100 Jahre DFB: Geschichte des Deutschen Fußball-Bundes“ im Sportverlag Berlin heraus. Da die Jahre 1933 bis 1945 nur in sehr bescheidener und beschönigender Weise dargestellt wurden, gab es reihenweise Kritik am DFB-Vorstand, sodass dieser die Historiker Nils Havemann und Klaus Hildebrand mit der Aufarbeitung der Verbandsgeschichte beauftragte.
Zu diesem Jubiläum gab die Post eine Sondermarke für 110 Pfennig (damals gültiges Briefporto) heraus. Es war die erste runde Briefmarke in der Bundesrepublik. Am 2. Mai 2002 folgte zur WM 2002 eine weitere runde Marke (Mi. Nr. 2258), die die Flaggen der Weltmeister des 20. Jahrhunderts zeigte.

### 2001 bis 2015

Viertes Logo von 2003 bis 2008

Logo seit 2008

Gerhard Mayer-Vorfelder wurde im April 2001 Präsident und stieß in seiner dreijährigen Amtszeit eine Nachwuchsreform des deutschen Fußballs an. Im Rahmen des DFB-Talentförderprogramms wurde erstmals im ganzen Land ein Netz an Stützpunkten zur Talentförderung eingerichtet. Mit Kosten von 10 Mio. Euro pro Jahr war es möglich, 392 derartiger Stützpunkte aufzubauen, im Schnitt einen für 70 der insgesamt 27.000 Fußballvereine. Kein Junge oder Mädchen sollte weiter als 25 km anreisen müssen. Zielgruppe waren anfangs 11- bis 17-Jährige, 2011 waren es 10- bis 14-Jährige. Geschult wird das Spiel mit dem Ball. Der DFB hat 29 Stützpunktkoordinatoren eingestellt, die mit den Landesverbänden dafür sorgen sollen, dass alles reibungslos abläuft und bundesweit eine einheitliche Trainings- und Spielphilosophie vermittelt wird. Weitere Eckpfeiler des Konzeptes waren ein Trainer-Service, Schulkooperationen und Nationalteams der Junioren. Eine A-Jugend-Bundesliga wurde gegründet, und den Profi-Vereinen erst empfohlen und später zur Auflage gemacht, zertifizierte Nachwuchsleistungszentren zu unterhalten.
Das bis etwa Mitte 2008 eingesetzte DFB-Logo wurde im Jahr 2003 durch Invertierung der Farben und ergänzenden Kreis mit den Nationalfarben aus der Version von 1995 erstellt.
Nach verbandsinternen Auseinandersetzungen um die Amtsführung von DFB-Präsident Gerhard Mayer-Vorfelder gab es von 2004 bis 2006 eine Doppelspitze des DFB mit Mayer-Vorfelder als Präsidenten und Theo Zwanziger als geschäftsführendem Präsidenten. Im September 2006 wurde Zwanziger alleiniger Präsident.
Im Jahr 2006 veranstaltete der DFB im Land zum zweiten Mal nach 1974 die Fußball-Weltmeisterschaft der Männer. Die Spiele wurden in Berlin, Dortmund, Frankfurt am Main, Gelsenkirchen, Hamburg, Hannover, Kaiserslautern, Köln, Leipzig, München, Nürnberg sowie in Stuttgart ausgetragen. Zu diesem Anlass wurden von der Bundesrepublik sowie von den Bundesländern erhebliche Investitionen in den Neubau oder Umbau der Stadien und den Ausbau der Verkehrswege vorgenommen.
Im Jahr 2011 richtete der DFB auch die Frauen-Weltmeisterschaft aus.
2014 gewann die Männer-Nationalmannschaft in Brasilien zum vierten Mal die Fußball-Weltmeisterschaft.

### Seit 2015

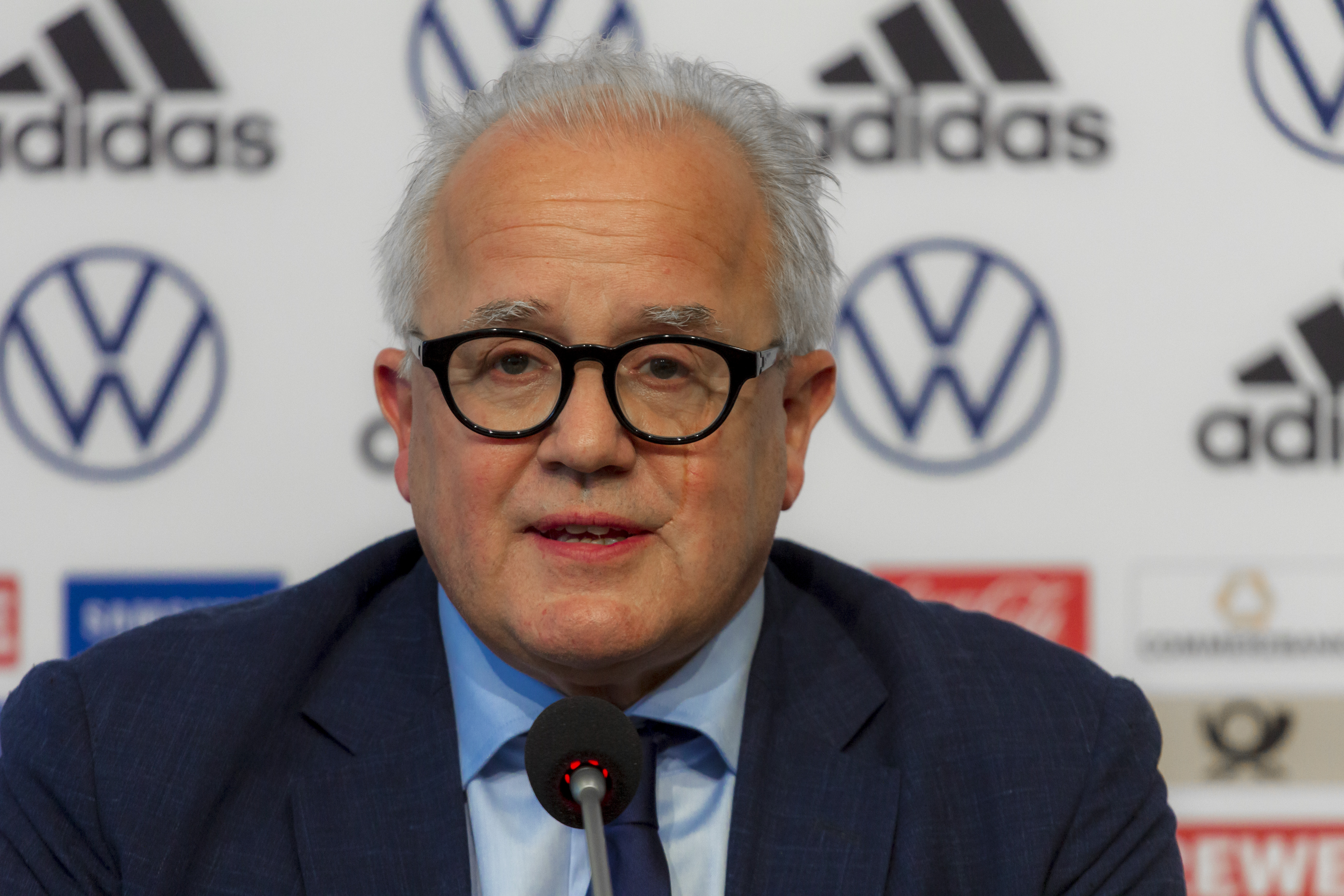
Fritz Keller, 2019

Das Nachrichtenmagazin Der Spiegel berichtete im Oktober 2015 über mögliche Schmiergeldzahlungen im Rahmen der Vergabe der Fußball-Weltmeisterschaft 2006. Daraufhin nahm die Staatsanwaltschaft Ermittlungen wegen Steuerhinterziehung auf. DFB-Präsident Wolfgang Niersbach, der zum Zeitpunkt der Vergabe im Jahr 2000 DFB-Mediendirektor war, trat am 9. November 2015 zurück. Auch gegen ihn ermittelt die Staatsanwaltschaft. Übergangsweise übernahmen Reinhard Rauball und Rainer Koch die Leitung des DFB.
Am 15. April 2016 wurde der bisherige DFB-Schatzmeister Reinhard Grindel zum neuen Präsident gewählt. Neuer DFB-Generalsekretär wurde der bisherige Leiter des Präsidiumsbüros Friedrich Curtius.
In Folge der Enthüllungen und der Ermittlungen wurden zahlreiche Umstrukturierungen im DFB vorgenommen. Ziel der Umstrukturierungen war es laut DFB, eine „striktere Trennung des ideellen Bereichs vom wirtschaftlichen Geschäftsbetrieb“ zu erreichen. Dazu sollten die Strukturen in einem mehrstufigen Prozess angepasst werden. Dafür wurde auch die DFB-Zentralverwaltung mithilfe der Beratungsgesellschaft McKinsey umgestaltet und modernisiert. Die bestehenden sieben Organisationseinheiten wurden in vier Direktionen zusammengefasst. Diese sind die Direktion Nationalmannschaften und Akademie, die Direktion Verbände, Vereine und Ligen, die Direktion Finanzen und Interne Dienste sowie die Direktion Öffentlichkeit und Fans. Der Generalsekretär bildet nun zusammen mit den vier Direktoren und dem Chefjustiziar die Geschäftsführung des DFB.
Bei der Weltmeisterschaft 2018 schied die Nationalmannschaft als Titelverteidiger schon in der Vorrunde aus.
2018 erhielt der DFB die Ausrichtung der Fußball-Europameisterschaft 2024 zugesprochen.
Nach zahlreicher Kritik und einem Verstoß gegen Compliance-Richtlinien trat DFB-Präsident Grindel am 2. April 2019 zurück. Der DFB gab daraufhin eine grundlegende Umstrukturierung und eine Veränderung des Präsidentenamtes und der Führungsebenen bekannt.
Interimsweise übernahmen Rauball und Koch erneut das Präsidentenamt.
Auf dem 42. Bundestag am 29. September 2019 wurde Fritz Keller zum DFB-Präsidenten gewählt, nachdem er als einziger Kandidat von einer Findungskommission vorgeschlagen wurde. Zudem beschloss der Bundestag, dass alle wirtschaftlichen Geschäftsbetriebe künftig unter dem Dach von Tochtergesellschaften, hauptsächlich der DFB GmbH, zusammengefasst und von den gemeinnützigen Tätigkeiten getrennt werden sollen.
Für die Jahre 2006 sowie 2014 und 2015 wurde dem DFB vom Finanzamt die Gemeinnützigkeit aberkannt. Ein dagegen beim FG Kassel anhängiger Rechtsstreit wurde nach vorläufiger Zahlung der Steuerschulden bis zur rechtskräftigen Entscheidung des „Sommermärchen-Prozesses“ in Frankfurt ausgesetzt.

### Machtkampf im Vorstand 2021/22
Ab Ende des Jahres 2020 kam es zu einem monatelangen Machtkampf in der Führung des DFB, der nach Einschätzung von tagesschau.de „den Verband lähmte und den Ruf des Verbandes weiter verschlechterte“. Auf der einen Seite stand DFB-Präsident Fritz Keller, unterstützt von den Profis wie u. a. DFL-Chef Christian Seifert und Peter Peters. Zum anderen Lager zählten Rainer Koch, Friedrich Curtius und Schatzmeister Stephan Osnabrügge.
In einer geheimen Abstimmung am 2. Mai 2021 entzogen die Landes- und Regionalverbände Keller und Curtius das Vertrauen. Der Grund hierfür war Kellers Vergleich des 1. Vizepräsidenten Rainer Koch mit dem zur Zeit des Nationalsozialismus wirkenden Richter Roland Freisler. Am 11. Mai 2021 gab der DFB bekannt, dass Keller zum 17. Mai 2021 sein Amt als Präsident des Deutschen Fußball-Bundes zur Verfügung stellen werde, um eine personelle Neuaufstellung des Verbands zu ermöglichen. Auch Generalsekretär Friedrich Curtius würde seinen Arbeitsvertrag aufheben und ebenfalls gehen, so der DFB. Zusammen mit dem anderen Vizepräsidenten Peter Peters übernahm Koch kommissarisch die Geschäfte Kellers bis zur Wahl eines Nachfolgers.
DFB-Interimschef Rainer Koch geriet im Sommer 2021 in Bedrängnis, weil er die Schiedsrichterin Bibiana Steinhaus-Webb wegen ihrer Mitwirkung bei einer Fraueninitiative unter Druck gesetzt hatte. Kurz nachdem bei der DFB-Ethikkommission zwei heikle Anzeigen gegen den DFB-Interimspräsidenten Rainer Koch eingegangen waren, beschloss im Juni 2021 das von Koch und Peters geleitete Präsidium mit 7:5 Voten die Personalberaterin Irina Kummert zur Vorsitzenden der DFB-Ethikommission zu küren. Daraufhin traten die übrigen Mitglieder, der kommissarische Chef Bernd Knobloch, der Theologe Nikolaus Schneider und die Korruptionsexpertin Birgit Galley, sofort zurück und erhoben schwere Vorwürfe gegen den Deutschen Fußball-Bund. Das Gremium war damit nicht mehr handlungsfähig. Laut SZ und den Mitgliedern der Ethikkommission hatte die Verbandsspitze offenbar diesen Umstand bewusst in Kauf genommen. Sowohl Knobloch als auch Galley hatten im Falle dieses Szenarios schon Tage vor der Entscheidung ihre Rücktritte angekündigt.
Mehrere hohe Amateurvertreter berichteten, sie seien vor der Wahl Kummerts mit falschen Angaben zu ihren Mitbewerbern manipuliert worden. Für den Vorsitz hatten auch Bernd Knobloch und Niklaus Schneider kandidiert. Am Tag vor der Wahl sei die Gesundheit Schneiders thematisiert worden. Über Knobloch wurde von Schatzmeister Stephan Osnabrügge behauptet, gegen ihn laufe ein Ethikverfahren, ohne Belege zu präsentieren. Später erklärte plötzlich Hans Eberhard Lorenz, Chef des DFB-Sportgerichts, bei ihm sei ein Verfahren gegen Knobloch anhängig, konnte jedoch keine Details nennen.
Am 11. März 2022 stand die erneute Wahl des DFB-Präsidenten an. Zum ersten Mal standen zwei Kandidaten zur Wahl, der Präsident des Fußball-Verbandes Mittelrhein Bernd Neuendorf sowie der Ex-Vorstand des FC Schalke 04 und scheidende DFL-Aufsichtsratsvorsitzende Peter Peters. Bernd Neuendorf wurde mit 193 von 250 Stimmen zum neuen Präsidenten gewählt. Der umstrittene langjährige Vizepräsident Rainer Koch unterlag überraschend mit 68:163 Stimmen gegen Silke Sinning. Die Frankfurter Allgemeine Zeitung kommentierte: „Das Ergebnis war die größte Überraschung der vergangenen Jahre im DFB – und ein deutliches Zeichen des Bundestags, neue Wege einzuschlagen sowie die Ära Koch zu beenden.“ Als Präsident des Süddeutschen Fußball-Verbandes wird Koch jedoch weiter im Vorstand des Verbandes sitzen.

## Wettbewerbe
Folgende nationale Wettbewerbe wurden und werden unter dem Dach des DFB ausgetragen:
| Herren, Junioren, Futsal & Beachsoccer: - Deutsche Fußballmeisterschaft (seit 1903) - DFB-Vereinspokal (seit 1953) - 3. Fußball-Liga (seit 2008) - U19-Nachwuchsliga (seit 2024) - U17-Nachwuchsliga (seit 2024) - DFB-Ü-Männer-Cups (Ü 32 seit 2022, Ü 40 seit 2007, Ü 50 seit 2012) - DFB-Pokal der Junioren (seit 1987) - Futsal-Bundesliga (seit 2021) - Deutsche Futsal-Meisterschaft (seit 2016) (2006–2015: DFB-Futsal-Cup) - Futsal DM der A-Junioren (seit 2018) - Futsal DM der B-Junioren (seit 2014) - Futsal DM der C-Junioren (seit 2007) - Deutsche Beachsoccer-Liga (seit 2018) - Deutsche Beachsoccer-Meisterschaft (seit 2015) (2013–2014: DFB-Beachsoccer-Cup) - Deutsche Beachsoccer-Tour - DFB-ePokal (seit 2020) | Frauen & Juniorinnen: - Frauen-Bundesliga (seit 1990) - DFB-Pokal der Frauen (seit 1980) - 2. Frauen-Bundesliga - DFB-Supercup (Frauen) (1992–1997, seit 2024) - Deutsche Futsal-Meisterschaft der Frauen (seit 2023) - B-Juniorinnen-Vereinspokal (seit 2024) - DFB-Ü 32-Frauen-Cup (2013–2022: Ü 35-Cup der Frauen) - U19-Juniorinnen-Sichtungsturnier (vorher U19-Länderpokal, seit 1998) - U16-Juniorinnen-Sichtungsturnier (seit 2014) - U14-Juniorinnen-Sichtungsturnier (seit 2014) | Frühere nationale Herren-Wettbewerbe: - Kronprinzenpokal (1908–1918) (erster Pokalwettbewerb des DFB) - Bundespokal (1919–1931) (Vorgänger des Länderpokals) - DFB-Länderpokal (1949–2010) - Tschammer-Pokal (1935–1943) (Vorgänger des DFB-Pokals) - Deutsche Amateurmeisterschaft (1951–1998) - DFB-Nachwuchsrunde (1978–1986) - Bundesliga-Reserverunde (1994–1997) - DFB-Ligapokal (1972–1973, 1997–2007) - DFB-Hallenpokal (1988–2001) - DFB-Regionalpokal (1969–1970) - DFB-Futsal-Länderpokal (2014–2020) - A-Junioren-Bundesliga (2003–2024) - B-Junioren-Bundesliga (2003–2024) | Frühere nationale Frauen-Wettbewerbe: - Deutsche Fußballmeisterschaft der Frauen (1974–1997) - Bundesliga-Cup (2011) - WM-Überbrückungsturnier (2003 & 2007) - Bundesliga-Olympia-Turnier (2000) - Bundesliga-Saisoneröffnungsturnier (1997–2001) - DFB-Hallenpokal der Frauen (1994–2015) - B-Juniorinnen-Bundesliga (2012–2024) - Länderpokal der Frauen (1981–2013) |

### 3. Liga
Die 3. Liga ist die dritthöchste Spielklasse im Meisterschaftssystem des deutschen Vereinsfußballs. Sie wurde zur Saison 2008/09 als neue Profi-Liga zwischen der 2. Bundesliga und der Regionalliga eingeführt.

### Deutsche Meisterschaft
Die deutsche Fußballmeisterschaft ist sowohl im Männer- als auch im Frauenfußball der wichtigste nationale Titel.
Der Deutsche Fußballmeister der Männer wird seit 1903 ausgespielt und wurde bis 1948 in einer Meisterschaftsendrunde ermittelt. Erst seit 1949 in der DDR mit der Einführung der DDR-Oberliga und seit 1963 in der Bundesrepublik mit der Einführung der Bundesliga wird der deutsche Fußballmeister in einer landesweiten Liga ausgespielt. 1991 trat der Deutsche Fußball-Verband der DDR (DFV) dem DFB bei. Seit der Saison 2004/05 ist der DFB nicht mehr alleiniger Veranstalter der Bundesliga der Männer: Er teilt sich diese Aufgabe mit der DFL Deutsche Fußball Liga.
Dreimal wurde die Meisterschaft nicht beendet: 1903/04 wurde kein Endspiel ausgetragen, 1921/22 wurde das Wiederholungsspiel abgebrochen und in der Saison 1944/45 kam es kriegsbedingt zu keiner Austragung der Meisterschaftsendrunde. In der Saison 2018/19 ermittelte der DFB zum 107. Mal einen deutschen Fußballmeister der Männer.
Bei den Frauen wird der Deutsche Meister in der Bundesrepublik seit 1974 ausgespielt und wurde bis 1990 in einer Meisterschaftsendrunde ermittelt. Hierfür qualifizierten sich die Meister der Landesverbände, die im K.-o.-System den deutschen Meister ausspielten. 1990 wurde eine zweigleisige Bundesliga gegründet. Diese Liga wird seit 1997 eingleisig geführt. In der Saison 2018/19 ermittelte der DFB zum 46. Mal einen deutschen Fußballmeister der Frauen.
Beim Frauenfußball in der DDR wurde die Meistermannschaft von 1979 bis 1984 in einer „Bestenermittlung“ unter vier qualifizierten Mannschaften in einem eintägigen Kurzturnier „Jeder-gegen-jeden“ ausgespielt. Von 1985 bis 1990 wurde der Meister in einem Finale bestimmt, ab 1988 mit Hin- und Rückspiel. In der Wiedervereinigungs-Saison 1990/91 wurde in der neu gegründeten Oberliga Nordost nicht nur der letzte DDR-Meistertitel vergeben, sondern mit den ersten beiden Mannschaften der Abschlusstabelle auch die Teilnehmer für die noch zweigleisige Bundesliga der nächsten Saison bestimmt.

### DFB-Pokal und DFB-Pokal der Frauen
Der DFB-Pokal ist der seit 1935 ausgetragene Fußball-Pokalwettbewerb für deutsche Vereinsmannschaften. Er wird jährlich vom DFB veranstaltet und ist nach dem Gewinn der deutschen Meisterschaft der wichtigste Titel im nationalen Vereinsfußball.
Der Sieger des DFB-Pokals wird nach dem K.-o.-System ermittelt. Die Paarungen werden vor jeder Runde ausgelost. Für die erste Hauptrunde sind die 36 Vereine der Bundesliga und 2. Bundesliga qualifiziert, dazu kommen die besten vier Mannschaften aus der 3. Liga und 24 Mannschaften über die die jeweiligen Verbandspokalwettbewerbe.
Vorgänger des heutigen DFB-Pokals als nationaler Pokalwettbewerb im deutschen Fußball war der 1935 erstmals ausgetragene Tschammerpokal, benannt nach dem damaligen Reichssportführer Hans von Tschammer und Osten.
Der DFB-Pokal der Frauen wird seit 1980 ausgespielt. Für den Wettbewerb qualifizieren sich die Mannschaften der Bundesliga und der 2. Bundesliga, die Aufsteiger in die 2. Bundesliga und die 21 Landespokalsieger.

### Supercup/Ligapokal
Der Supercup wurde von 1987 bis 1996 zwischen dem Deutschen Meister und dem DFB-Pokalsieger ausgespielt, bevor er vom Ligapokal abgelöst wurde. Seit 2010 wird er unter der Hoheit der DFL wieder ausgetragen.
Der Ligapokal war ein vom DFB einmalig 1973 und dann von 1997 bis 2007 jährlich in Form eines Mini-Turniers ausgetragener Wettbewerb, der vor Beginn der Bundesliga-Saison ausgespielt wurde. Seit 2005 wurde er von der DFL organisiert und hieß seitdem nach dem Titelsponsor Premiere Ligapokal. Nach Auslaufen des Sponsorenvertrages wurde der Wettbewerb eingestellt.

### Futsal-Bundesliga
Der Deutsche Fußball-Bund spielt seit 2006 eine deutsche Futsal-Meisterschaft aus. Bis 2014 war dies der DFB-Futsal-Cup, ehe der Wettbewerb in deutsche Futsal-Meisterschaft umbenannt wurde. Am 27. September 2019 wurde auf dem DFB-Bundestag in Frankfurt am Main einstimmig die Einführung der Futsal-Bundesliga ab der Saison 2021/22 beschlossen. Ziel ist die weitere Förderung des Futsals in Deutschland, um international konkurrenzfähig zu sein. Die Futsal-Bundesliga ist als Profiliga über den zweitklassigen Futsal-Regionalligen im Futsal-Ligasystem angeordnet.

### Deutsche Futsal-Meisterschaft der Frauen
Die sechs teilnehmenden Teams hatten sich über regionale Futsal-Meisterschaften für die Endrunde in Duisburg qualifiziert. Bislang ist die Regionalliga West im deutschen Futsal der Frauen die einzige Spielklasse auf Regionalliga-Ebene mit einem organisierten Meisterschaftsspielbetrieb. Durch die nun erstmals stattfindende Deutsche Futsal-Meisterschaft der Frauen wird auch Teams aus weiteren Landesverbänden die Möglichkeit geboten, an einem bundesweiten Leistungsvergleich teilzunehmen und soll sportliche Anreize zur Einführung eines regelmäßigen Spielbetriebs auf Landesverbandsebene schaffen.

### DFB-Beachsoccer-Cup/Deutsche Beachsoccer-Meisterschaft
Der vom DFB organisierte DFB-Beachsoccer-Cup wurde erstmals 2013 in Rostock-Warnemünde ausgetragen. Qualifiziert waren die beiden Erstplatzierten der offenen Landesmeisterschaft des Schleswig-Holsteinischen Fußballverbandes (SHFV) sowie die Erstplatzierten des German Beach Soccer Cups. Da die Qualifikation des Siegers der German Beach Soccer League (GBSL) nicht vorgesehen war, wurde später erst- und auch letztmals der DFB-Beachsoccer-Supercup in Berlin zwischen dem Sieger des DFB-Beachsoccer-Cups und dem Sieger der GBSL ausgespielt. Der Gewinner war als Teilnehmer für den europäischen Wettbewerb, den Euro Winners Cup, qualifiziert.
Im Jahr 2014 wurde der Modus zur Qualifikation für den DFB-Beachsoccer-Cup geändert. Teilnehmer waren nun die beiden Erstplatzierten der abgeschlossenen GBSL-Saison sowie weiterhin die beiden Finalisten der offenen Landesmeisterschaft des SHFV. Der Sieger des DFB-Beachsoccer-Cups war direkt für den Euro Winners Cup qualifiziert.
Am 24. Oktober 2014 hat der DFB-Vorstand die Ausrichtung einer deutschen Beachsoccer-Meisterschaft beschlossen und diese auch in der DFB-Spielordnung als Richtlinie festgehalten. Sie ersetzt seit 2015 den DFB-Beachsoccer-Cup. In der Deutschen Beachsoccer-Liga qualifizieren sich die vier besten Teams für das in Warnemünde ausgetragene Final-Four-Turnier um die deutsche Meisterschaft.
Durften 2013 und 2014 die Sieger der German Beach Soccer League den Titel des Deutschen Meisters tragen, hat dieses Recht seit 2015 der Sieger der deutschen Beachsoccer-Meisterschaft.

#### Deutsche Beachsoccer-Tour
Die Deutsche Beachsoccer-Tour ist im Grunde die Beachsoccer-Meisterschaft für „Amateure“. Die Qualifikation erfolgt über die 4 Regionalmeisterschaften Nordost, Nord, Süd und West, an welchen die Sieger der Beachsoccer Landesmeisterschaften teilnehmen. Die 4 Sieger der Regionalmeisterschaften spielen um den Titel der Deutschen Beachsoccer-Tour.

### DFB-Ü-Cups
Die DFB-Ü-Cups sind Fußballturniere für Mannschaften in verschiedenen Altersklassen, die speziell für ältere Spielerinnen und Spieler konzipiert sind. Die Landesmeister der Landesverbände qualifizieren sich über Turniere der jeweiligen Regionalverbände für die Bundesweite Endrunde im Berliner Olympiapark. Bei den Herren wird in den Altersklassen Ü32, Ü40 und Ü50 sowie bei den Frauen in der Altersklasse Ü35. Wettbewerbsübergreifend nehmen 21 Mannschaften mit über 300 Aktiven an den DFB-Ü-Cups teil.

### Bundespokal/Länderpokal
Der Bundespokal (bis 1918 Kronprinzenpokal) war ein deutscher Fußballwettbewerb, bei dem die regionalen deutschen Fußball-Verbände gegeneinander antraten. Nach Auflösung der Verbände im Jahr 1933 wurde 1935–1942 der Reichsbundpokal als Pokalwettbewerb der Fußballgaue Deutschlands ausgetragen. Als inoffizieller Nachfolger kann der Länderpokal gelten.
Im Rahmen des Länderpokals treten seit 1951 Männer-Auswahlmannschaften der Fußballlandesverbände innerhalb des DFBs gegeneinander an. Seit 1981 gibt es auch ein Turnier für U21-Frauen-Auswahlmannschaften.

### Deutsche Amateurmeisterschaft
Mit Einführung des Vertragsspielerstatus 1950 führte der DFB den Wettbewerb um die deutsche Amateurmeisterschaft ein. In den ersten Jahren fand das Finale unmittelbar vor dem Endspiel der Vertragsspieler statt, sodass sich die Amateurspieler vor großer Kulisse präsentieren konnten. Seit den 1980er Jahren verlor der Wettbewerb allerdings an Bedeutung und wurde schließlich 1998 eingestellt.

### DFB-Hallenpokal
Der DFB-Hallenpokal, zeitweise auch Hallen-Masters genannt, war ein Wettbewerb im Hallenfußball, der von 1988 bis 2001 unter der Regie des DFB ausgetragen wurde. Der DFB-Hallenpokal war das Endturnier mehrerer Qualifikationsturniere, an denen neben Klubs der Bundesliga und 2. Bundesliga auch Amateurmannschaften und ausländische Vereine teilnahmen.
Der DFB-Hallenpokal der Frauen war die offizielle deutsche Hallenmeisterschaft im Frauenfußball. Der Wettbewerb wurde von 1994 bis 2015 ausgetragen. Austragungsort war die Hardtberghalle in Bonn. Ausgerichtet wurde das Turnier vom DFB und dem SC 07 Bad Neuenahr.

## Erfolge bei internationalen Wettbewerben

Logo der deutschen Fußballnationalmannschaft mit Adler, seit der WM 1990 in Verwendung. Die vier Meistersterne repräsentieren die vier Weltmeistertitel von 1954, 1974, 1990 und 2014. Die Frauennationalmannschaft nutzt ein Logo mit zwei Sternen, welche die beiden Weltmeistertitel von 2003 und 2007 repräsentieren.

Die deutsche Fußballnationalmannschaft – damals schlicht Bundesauswahl genannt – trat am 5. April 1908 erstmals offiziell auf der internationalen Bühne auf und zwar in einem „freundschaftlichen Länderkampf“ gegen die Schweiz. Die Schweizer gewannen damals in Basel mit 5:3, in der Folge war die Schweiz auch der erste Gegner nach dem Ersten und dem Zweiten Weltkrieg sowie der Frauen-Fußballnationalmannschaft.
Seit 1954 hat das DFB-Team an allen WM- und seit 1972 an allen EM-Endrundenturnieren teilgenommen. Zu den größten Erfolgen zählen vier Weltmeistertitel (1954, 1974, 1990, 2014) und drei Europameister-Trophäen (1972, 1980, 1996). Bei den Weltmeisterschafts-Endrunden 1966, 1982, 1986 und 2002 belegte die Mannschaft den zweiten, und 1934, 1970, 2006 sowie 2010 den dritten Platz. Hinzu kommen drei Vizeeuropameisterschaften (1976, 1992 und 2008).
Die Frauennationalmannschaft gewann die Weltmeisterschaft 2003 und 2007 sowie acht Europameisterschaften (1989, 1991, 1995, 1997, 2001, 2005, 2009 und 2013).
Der DFB ist der einzige Verband, der bei den Frauen wie auch den Männern, in allen Altersklassen mindestens je einmal Europameister wurde. Seit 2023 ist der DFB, neben Brasilien, Frankreich und England, der vierte Verband, der in allen drei Altersklassen der Männer (Senioren, U-20 und U-17) mindestens je einmal Weltmeister wurde.
Im Jahr 1988 richtete der DFB ein Vier-Nationen-Turnier für die Männernationalmannschaft aus, bei dem man Dritter wurde. Es blieb bislang das einzige Turnier dieser Art.

### Fußball-Weltmeisterschaften
Der DFB ist der erste Verband, bei dem sowohl die Frauen als auch die Männer Weltmeister wurden. Nur Spanien gelang dies 2023 ebenfalls. Das Frauenteam ist das erste, das den Titel im Jahr 2007 verteidigen und sogar ohne Gegentor gewinnen konnte. Die Männermannschaft nahm an 18 von 20 WM-Turnieren teil, wobei man 13-mal bis ins Halbfinale kam, was Rekord ist. Die Frauen nahmen bislang an allen neun Turnieren teil. Bis vor der WM 2018 in Russland schied die deutsche Männernationalmannschaft nie in der Gruppenphase bei einer WM aus. Ebenso scheiterten die Frauen bis vor der WM 2023 nie in der Gruppenphase.
Weltmeisterschaft der Männer:
- Sieg: 1954, 1974, 1990, 2014
- Platz 2: 1966, 1982, 1986, 2002
- Platz 3: 1934, 1970, 2006, 2010
- Platz 4: 1958

Weltmeisterschaft der Frauen:
- Sieg: 2003, 2007
- Platz 2: 1995
- Platz 4: 1991, 2015

### Fußball-Europameisterschaften
Der DFB ist ebenfalls der erste Verband, bei dem sowohl die Männer als auch die Frauen Europameister werden konnten. Im Jahr 2017 schafften dies auch noch die Niederländer. Die Männermannschaft nahm seit 1972 an allen Endrunden teil und wurde dreimal Europameister. Nur 1968 konnte sie sich nicht qualifizieren, zuvor verzichtete der DFB zweimal auf die Teilnahme. Die Männermannschaft schied bisher nur 3-mal in der Gruppenphase aus: 1984, 2000 und 2004. Die Frauenmannschaft nahm seit 1984 an allen Europameisterschaften teil. Bei den ersten beiden Austragungen 1984 und 1987 konnte sie sich nicht für die Finalrunde der letzten Vier qualifizieren, zwischen 1989 und 2013 gewann Deutschland bei neun Turnieren dann achtmal den Titel.
Europameisterschaft der Männer:
- Sieg: 1972, 1980, 1996
- Platz 2: 1976, 1992, 2008
- Halbfinale (kein Spiel um Platz 3): 1988, 2012, 2016

Europameisterschaft der Frauen:
- Sieg: 1989, 1991, 1995, 1997, 2001, 2005, 2009, 2013 (Rekord)
- Platz 2: 2022
- Halbfinale: 1993

### UEFA Nations League
In der Saison 2024/25 konnte die deutsche Nationalmannschaft zum ersten Mal seit der Gründung der UEFA Nations League im Jahr 2018 die Gruppenphase überstehen und das Ticket für das Viertelfinale buchen.
In der neu eingeführten UEFA Nations League der Frauen konnte die deutsche Frauennationalmannschaft in der Gründungssaison 2023/24 Platz 3 belegen.
- Platz 3: 2024 (Frauen)

### Olympische Spiele
Die Bundesrepublik ist der einzige Weltmeister der Männer, der nie Olympiasieger wurde. Zur Zeit der deutschen Teilung wurde 1976 in Montreal mit der DDR-Nationalelf die einzige deutsche Nationalmannschaft Olympiasieger. Dieser sowie sämtliche andere Erfolge der DDR, wie der Gewinn einer Silber- und zweier Bronzemedaillen, wurden allerdings bei der Wiedervereinigung dem DFB nicht angerechnet. Der größte olympische Erfolg des wiedervereinigten Deutschlands war bei den Männern der Gewinn der Silbermedaille 2016. Bis zum Zweiten Weltkrieg nahm die A-Nationalmannschaft Deutschlands an den Olympischen Spielen teil, später die Amateurauswahl und 1984 sowie 1988 die Olympiaauswahl für die Bundesrepublik bei den Männern (siehe Deutsche Fußballnationalmannschaft/Olympische Spiele). Bei dem seit 1996 stattfindenden olympischen Frauen-Fußballturnier nahm immer die A-Nationalmannschaft teil. Nur 1996 wurde die Vorrunde nicht überstanden. Für 2012 konnte sich die Mannschaft erstmals nicht qualifizieren, aber vier Jahre später erstmals die Goldmedaille gewinnen.
- Gold: 2016 (Frauen)
- Silber: 2016 (Männer)
- Bronze: 1988 (Männer), 2000, 2004, 2008, 2024 (Frauen)
- Platz 4: 1952 (Männer)

### Konföderationen-Pokal
Die Nationalmannschaft nahm dreimal, 1999 als Europameister, 2005 als Gastgeber sowie 2017 als Weltmeister am von 1992 bis 2017 ausgetragenen Konföderationen-Pokal teil; zweimal (1997 und 2003) verzichtete man als Europa- bzw. Vizeweltmeister auf die Teilnahme. Für die Turniere 2009 und 2013 war Deutschland nicht qualifiziert.
- Sieg: 2017
- Platz 3: 2005

### Junioren und Juniorinnen
Wie bei den Senioren ist Deutschland das einzige Land, welches sowohl bei den U-20-Junioren als auch bei den U-20-Juniorinnen die jeweiligen Weltmeisterschaften gewinnen konnten. Die erfolgreichste Nachwuchsmannschaft ist die weibliche U-17, die siebenmal Europameister wurde. 2009 wurde Deutschland mit dem Gewinn der U-21-Europameisterschaft der Männer erstmals gleichzeitig amtierender Europameister in allen drei männlichen Nachwuchsklassen (U-21, U-19 und U-17). 1992 und 2009 erhielt der DFB für seine Jugendarbeit die Maurice-Burlaz-Trophäe.
- U-20-Fußball-Weltmeisterschaft:
  - Sieger: 1981
  - Zweiter: 1987
- U-17-Fußball-Weltmeisterschaft:
  - Sieger: 2023
  - Zweiter: 1985 (U-16)
  - Dritter: 2007, 2011
- U-21-Fußball-Europameisterschaft:
  - Sieger: 2009, 2017, 2021
  - Zweiter: 1982, 2019
  - Halbfinalist (kein Spiel um Platz 3): 2015
- U-19-Fußball-Europameisterschaft:
  - Sieger: 1981 (U-18), 2008, 2014
  - Zweiter: 1984 (U-18), 1998 (U-18), 2002
  - Dritter: 1986 (U-18), 2000 (U-18)
- U-17-Fußball-Europameisterschaft:
  - Sieger: 1984 (U-16), 1992 (U-16), 2009, 2023
  - Zweiter: 1982 (U-16), 1991 (U-16), 2011, 2012, 2015
  - Dritter: 1995 (U-16), 1997 (U-16), 1999 (U-16)
  - Halbfinalist (kein Spiel um Platz 3): 2016, 2017
- U-20-Fußball-Weltmeisterschaft der Frauen:
  - Sieger: 2004 (U-19), 2010, 2014 (Rekord, zusammen mit den USA)
  - Zweiter: 2012
  - Dritter: 2002 (U-19), 2008
- U-17-Fußball-Weltmeisterschaft der Frauen:
  - Dritter: 2008
- U-19-Fußball-Europameisterschaft der Frauen:
  - Sieger: 2000 (U-18), 2001 (U-18), 2002, 2006, 2007, 2011 (Rekord)
  - Zweiter: 1999 (U-18), 2004, 2018, 2019, 2023
  - Halbfinalist (kein Spiel um Platz 3): 2005, 2008, 2010, 2013, 2015, 2017
- U-17-Fußball-Europameisterschaft der Frauen:
  - Sieger: 2008, 2009, 2012, 2013/14, 2016, 2017, 2019, 2022 (Rekord)
  - Zweiter: 2018
  - Dritter: 2010, 2011

### UEFA-Fünfjahreswertung
Nicht auf die Nationalmannschaften bezogen ist die UEFA-Fünfjahreswertung, die der Ermittlung der Anzahl der Fußball-Europapokal-Startplätze der Fußballverbände dient. Aus den Ergebnissen der Vereinsmannschaften ergibt sich auch die Platzierung in der UEFA-Fünfjahreswertung:
(in Klammern die Vorjahresplatzierung). Die Kürzel CL, EL und CO hinter den Länderkoeffizienten geben die Anzahl der Vertreter in der Saison 2026/27 der Champions League, der Europa League sowie der Conference League an.
- 02.  (02)  Italien (Liga, Pokal) – Koeffizient: 97.231 – CL: 4, EL: 2, CO: 1
- 03.  (03)  Spanien (Liga, Pokal) – Koeffizient: 94.453 – CL: 4, EL: 2, CO: 1
- 04.  (04)  Deutschland (Liga, Pokal) – Koeffizient: 86.331 – CL: 4, EL: 2, CO: 1
- 05.  (05)  Frankreich (Liga, Pokal, Ligapokal) – Koeffizient: 73.093 – CL: 4, EL: 2, CO: 1
- 06.  (06)  Niederlande (Liga, Pokal) – Koeffizient: 67.150 – CL: 3, EL: 2, CO: 1

Stand: Ende der Europapokalsaison 2024/25

## Organisation und Struktur

### Mitglieder

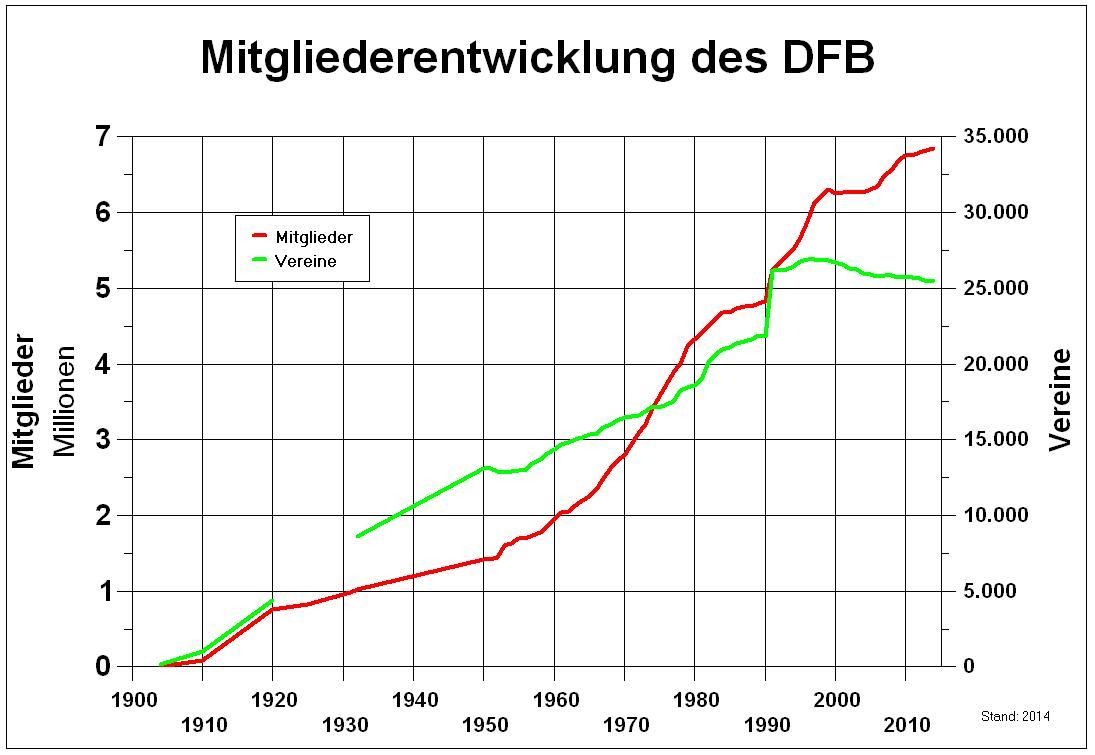
Entwicklung der Mitgliederzahlen

Mitglieder des DFB sind – abgesehen von Ehrenmitgliedschaften beispielsweise für ausscheidende DFB-Präsidenten – ausschließlich die deutschen Regional- und Landesverbände sowie der den Spielbetrieb der Bundesliga und der 2. Bundesliga organisierende Ligaverband. Die am Spielbetrieb teilnehmenden Vereine sind hingegen in den jeweils für sie geographisch zuständigen Landesverbänden zusammengeschlossen und somit nur indirekt dem DFB angeschlossen. Die dem DFB angeschlossenen Verbände repräsentieren Stand 2025 insgesamt 23.868 Vereine mit etwas über acht Millionen Mitgliedern. Sie bilden 140.087 am Spielbetrieb aller Altersklassen teilnehmende Männer- und Frauenmannschaften.

### Regionalverbände und ihre Landesverbände

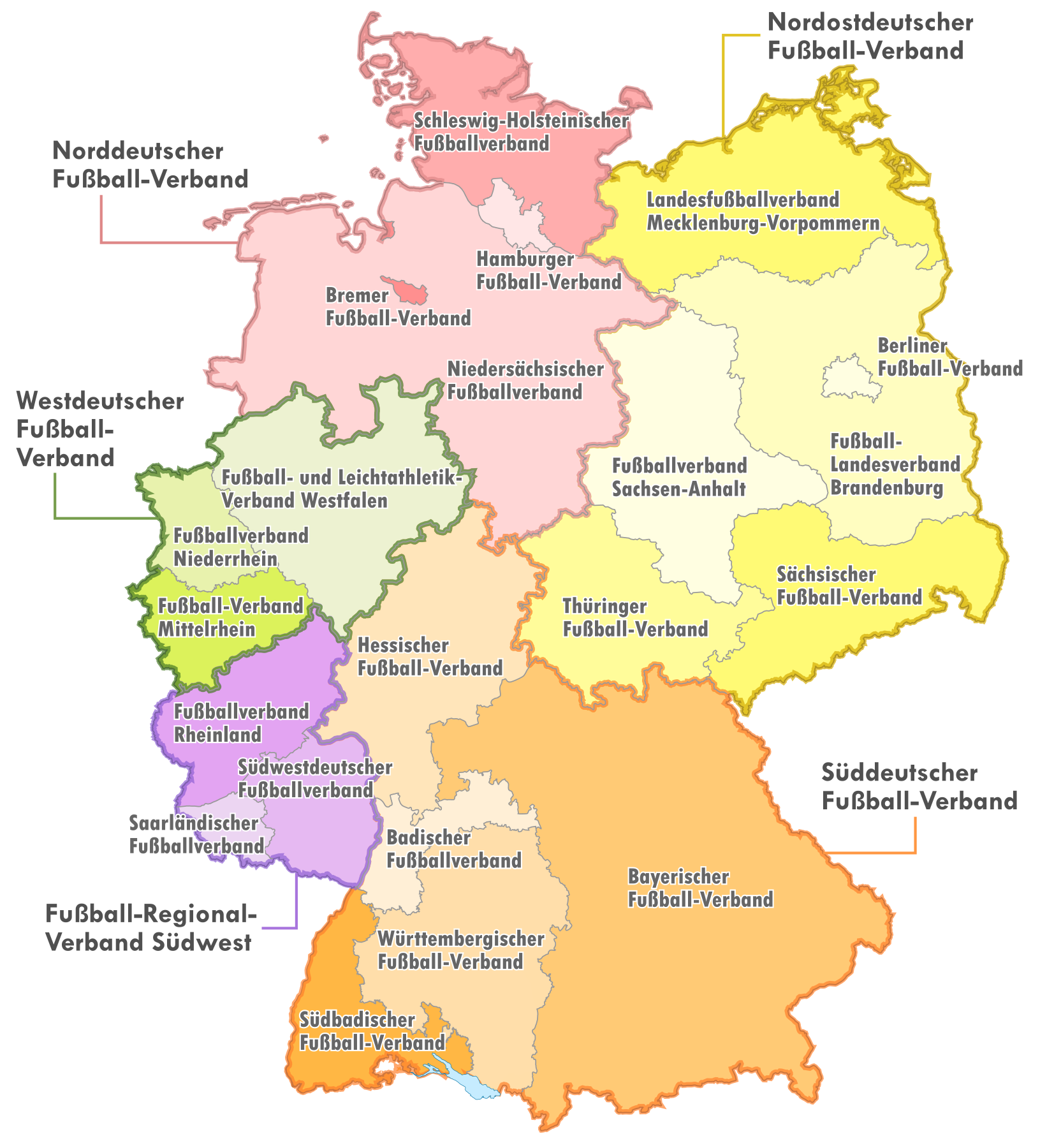
Die fünf Regionalverbände des DFB und deren Untergliederung in insgesamt 21 Landesverbände

Die folgenden fünf Regional- und 21 Landesverbände gehören dem DFB als Mitglieder an:
- Schleswig-Holsteinischer Fußballverband (SHFV)
- Hamburger Fußball-Verband (HFV)
- Niedersächsischer Fußballverband (NFV)
- Bremer Fußball-Verband (BFV)

- Landesfußballverband Mecklenburg-Vorpommern (LFV)
- Fußball-Landesverband Brandenburg (FLB)
- Fußballverband Sachsen-Anhalt (FSA)
- Berliner Fußball-Verband (BFV)
- Thüringer Fußball-Verband (TFV)
- Sächsischer Fußball-Verband (SFV)

- Fußball- und Leichtathletik-Verband Westfalen (FLVW)
- Fußballverband Niederrhein (FVN)
- Fußball-Verband Mittelrhein (FVM)

- Hessischer Fußball-Verband (HFV)
- Bayerischer Fußball-Verband (BFV)
- Badischer Fußballverband (BFV)
- Württembergischer Fußballverband (WFV)
- Südbadischer Fußballverband (SBFV)

- Fußballverband Rheinland (FVR)
- Südwestdeutscher Fußballverband (SWFV)
- Saarländischer Fußballverband (SFV)

Die Zuständigkeitsgebiete von 13 Landesverbänden entsprechen jeweils nahezu den Grenzen der namensgebenden Bundesländer. Rheinland-Pfalz dagegen ist in die beiden Landesverbände Rheinland (FVR) und Südwest (SWFV) aufgeteilt. Baden-Württemberg ist in die drei Landesverbände Baden (BFV), Südbaden (SBFV) und Württemberg (WFV) gegliedert. Nordrhein-Westfalen unterteilt sich in Niederrhein (FVN), Mittelrhein (FVM) und Westfalen (FLVW). Weitere Ausnahmen gibt es im jeweiligen „Umland“ Hamburgs und Bremens. Während der BFV nur einzelne Vereine aus Niedersachsen beherbergt, spielen die Vereine des Kreises Pinneberg inzwischen ausnahmslos im HFV, ebenso wie zahlreiche Klubs aus den nordöstlich angrenzenden Kreisen und (nur noch) zwei aus Niedersachsen. All dies hat sich historisch so entwickelt. Auch in weiteren Bundesländern gibt es einzelne Vereine, die dem Verband des angrenzenden Bundeslands angehören.
Der FC Büsingen ist dem Fussballverband Region Zürich in der Schweiz zugeordnet.

### DFB-Bundestag
Höchstes Organ des DFB ist der DFB-Bundestag. In dieser Versammlung sind Vertreter der Regional- und Landesverbände, der DFL und aus den weiteren Organen des DFB vertreten.
Aufgabe des Bundestags ist es unter anderem den Präsidenten zu wählen.

### Präsidenten
- 1900–1904 Ferdinand Hueppe (1852–1938)
- 1904–1905 Friedrich Wilhelm Nohe (1864–1940)
- 1905–1925 Gottfried Hinze (1873–1953)
- 1925–1940 Felix Linnemann 1 (1882–1948)
- 1950–1962 Peco Bauwens (1886–1963)
- 1962–1975 Hermann Gösmann (1904–1979)
- 1975–1992 Hermann Neuberger (1919–1992)
- 1992–2001 Egidius Braun (1925–2022)
- 2001–2006 Gerhard Mayer-Vorfelder 2 (1933–2015)
- 2004–2012 Theo Zwanziger 2 (* 1945)
- 2012–2015 Wolfgang Niersbach (* 1950)
- 2015–2016 Reinhard Rauball (* 1946) und Rainer Koch (* 1958) (kommissarisch)
- 2016–2019 Reinhard Grindel (* 1961)
- 2019 Reinhard Rauball (* 1946) und Rainer Koch (* 1958) (kommissarisch)
- 2019–2021 Fritz Keller (* 1957)
- 2021–2022 Peter Peters (* 1962) und Rainer Koch (* 1958) (kommissarisch)
- seit 2022 Bernd Neuendorf (* 1961)

### Präsidium und Vorstand

#### Präsidium
Mitglieder des DFB-Präsidiums sind neben dem Präsidenten Bernd Neuendorf:
- Ronny Zimmermann, 1. Vizepräsident (Amateurfußball, Regional- und Landesverbände)
- Hans-Joachim Watzke, 1. Vizepräsident (Profifußball, DFL)
- Stephan Grunwald, Schatzmeister
- Heike Ullrich, Generalsekretärin
- Marc Lenz, Vizepräsident (Geschäftsführer DFL GmbH)
- Oliver Leki, Vizepräsident (DFL-Vertreter)
- Steffen Schneekloth, Vizepräsident (DFL-Vertreter)
- Célia Šašić, Vizepräsidentin
- Peter Frymuth, Vizepräsident
- Thomas Bergmann, Vizepräsident
- Sabine Mammitzsch, Vizepräsidentin
- Silke Sinning, Vizepräsidentin
- Hermann Winkler, Vizepräsident
- Ralph-Uwe Schaffert, Vizepräsident

#### Vorstand
Der Vorstand des DFB besteht aus den Präsidenten der fünf Regional- und 21 Landesverbände, zwölf Vertretern der DFL, sowie aus den Mitgliedern des Präsidiums.

### Weitere Organe, Gremien bzw. Ausschüsse des DFB
Weitere satzungsgemäße Organe bzw. Ausschüsse des DFB sind:
- DFB-Bundesgericht
- DFB-Sportgericht
- Spielausschuss
- Jugendausschuss
- Schiedsrichterausschuss
- Ausschuss für Frauen- und Mädchenfußball
- Ausschuss für Beachsoccer, Freizeit- und Breitensport
- Ausschuss 3. Liga
- Ausschuss Frauen-Bundesligen
- Kontrollausschuss
- Prüfungsausschuss
- Ethik-Kommission

### Ethik-Kommission
Auf dem DFB-Bundestag 2016 in Erfurt haben die Delegierten die Einrichtung einer Ethik-Kommission beschlossen. Zum Vorsitzenden der fünfköpfigen Ethik-Kommission wurde der frühere Bundesminister Klaus Kinkel gewählt. Kinkel übte das Amt bis zu seinem Tod am 4. März 2019 aus. Nachfolger wurde im September 2019 Thomas Oppermann, Vizepräsident des Deutschen Bundestages, der am 25. Oktober 2020 verstarb. Seit Juni 2021 ist Irina Kummert Vorsitzende der Ethik-Kommission.

### Geschäftsführung und Tochtergesellschaften

#### DFB GmbH & Co. KG
2007 wurden alle wirtschaftlichen Aktivitäten des DFB in der DFB GmbH gebündelt. Diese bestand aus den drei Bereichen Marketing & Vertrieb, IT & Digitales sowie Veranstaltungsmanagement. Geschäftsführer der DFB GmbH waren bis Herbst 2019 Denni Strich (Marketing) und Frank Biendara (IT & Digitales). Nach dem Ausscheiden von Strich übernahm Geschäftsführer Frank Biendara mit den Prokuristen Steffen Iredi (Direktor Technologie & Betrieb) und Michael Kirchner (Direktor Veranstaltungsmanagement) die Leitung. Zum 1. August 2020 wurde der bisherige DFL-Direktor für Audiovisuelle Rechte Holger Blask Geschäftsführer Marketing und Vertrieb der DFB GmbH.
Im Zuge der geplanten Reform des DFB, die im Herbst 2019 vom DFB-Bundestag beschlossen wurde, sollten fast alle Aktivitäten des DFB in die DFB GmbH ausgegliedert werden. Die operative Leitung sollten der damalige Generalsekretär Friedrich Curtius als Vorsitzender der Geschäftsführung und Oliver Bierhoff als Geschäftsführer Sport übernehmen. Der DFB-Präsident sollte als Aufsichtsratsvorsitzender fungieren.
Die DFB GmbH ging am 1. Januar 2022 in die DFB GmbH & Co. KG über. Neben den bisherigen Geschäftsführern der DFB GmbH Biendara (IT & Digitalisierung) und Blask (Marketing), wurde auch Oliver Bierhoff (Nationalmannschaften & Akademie) zum Geschäftsführer bestellt. Kurz nach der Gründung kamen noch Manuel Hartmann (Spielbetrieb) und Markus Holzherr (Finanzen) zur Geschäftsführung hinzu. Holger Blask übernahm die Rolle des Sprechers der Geschäftsführung. Aufsichtsratsvorsitzender wurde DFL-Präsidiumsmitglied Alexander Wehrle. Der DFB-Präsident ist kein Mitglied im Aufsichtsrat.
Die DFB GmbH & Co. KG umfasst die fünf Geschäftsbereiche Marketing, Vertrieb & Events, Nationalmannschaften & Akademie, Spielbetrieb, Finanzen sowie IT & Digitales.
Die Geschäftsführer Holzherr und Bierhoff schieden 2022 aus.

#### DFB Euro GmbH
Für die Planung und Organisation der Spiele der Europameisterschaft 2021 in München und der Europameisterschaft 2024 in Deutschland gründete der DFB die Tochtergesellschaft DFB Euro GmbH. Geschäftsführer sind Philipp Lahm und Markus Stenger.

#### DFB Schiri GmbH
Die DFB Schiri GmbH kümmert sich seit dem 1. Januar 2022 um die DFB-Schiedsrichter in der 3. Liga, der 2. Bundesliga, der Bundesliga und des DFB-Pokals. Leiter für den sportlichen Bereich ist Knut Kircher, für den organisatorischen ist Florian Götte zuständig. Gesellschafter ist zu 51 % der DFB und zu 49 % die DFL.

#### DFB-Wirtschaftsdienste GmbH
Bereits 1981 wurde unter dem Namen DFB-Wirtschaftsdienste eine eigenständige GmbH für die Vermarktung gegründet. Aus der Zusammenarbeit mit Euro Lloyd entstand 1993 ein Unternehmen, das seit 2013 DFB-Reisebüro heißt.

## Kritik

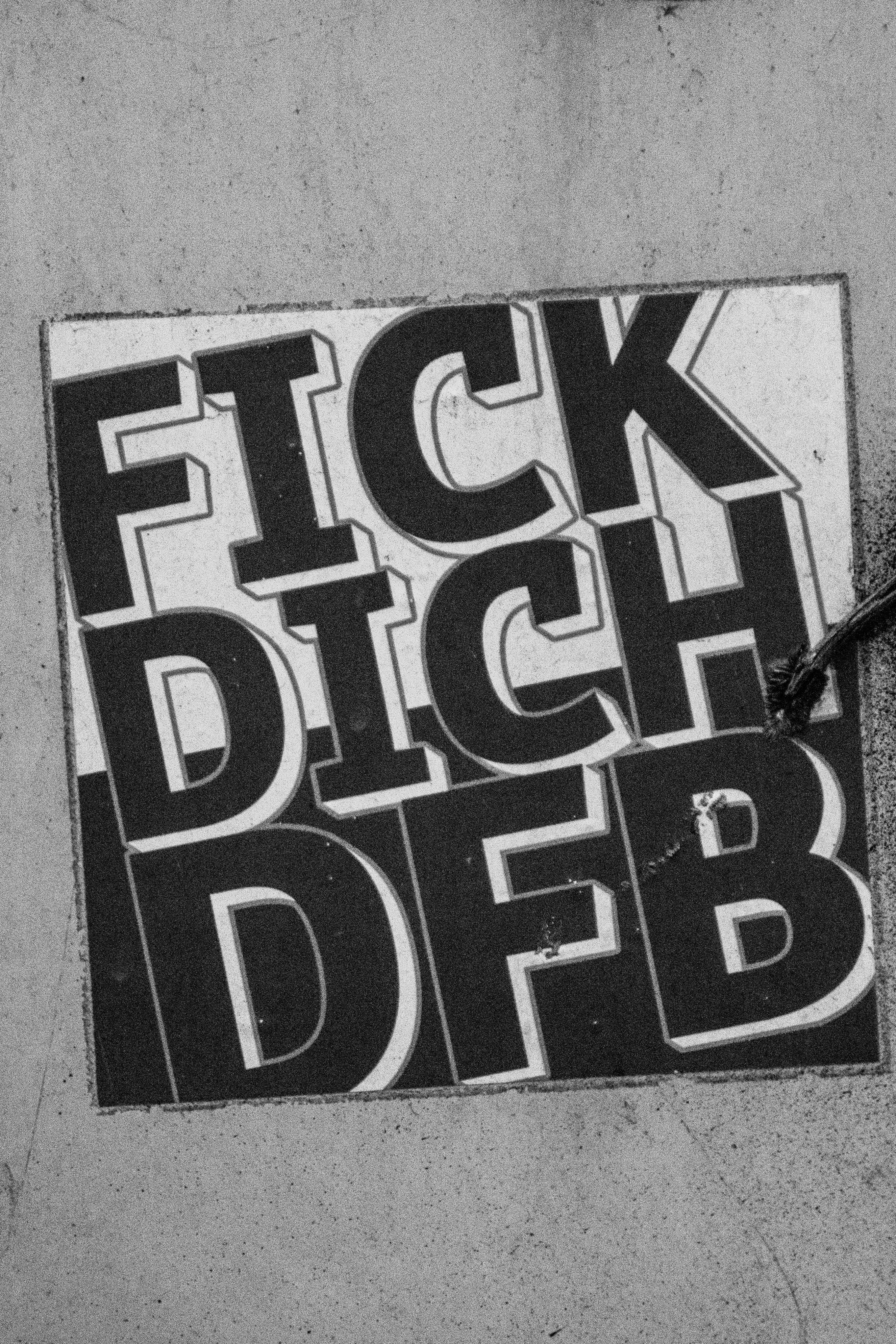
Sticker mit Schmähung des DFB durch Fans, 2020

Intransparenz und eine durch DFB-Funktionäre stark vorangetriebene Kommerzialisierung des Fußballs sind die Hauptpunkte der Kritik am DFB.
Christian Prechtl, Vorstand der Fan- und Vereinsorganisation FC PlayFair! sah 2018 die immer unbeliebtere Männer-Fußballnationalmanschaft als „nur ein perfektes Beispiel, was passieren kann, wenn man die Fans aus dem Auge verliert“.
Seit 2015 geriet der DFB zunehmend juristisch und durch Medienenthüllungen unter Druck. Mögliche Bestechungszahlungen rund um die Vergabe der Fußball-Weltmeisterschaft 2006, mehrere Ermittlungen wegen Steuerhinterziehung, verschleierte Beratungsverträge und verschiedene Vorwürfe gegen DFB-Funktionäre führten zu zahlreichen Ermittlungen und mehreren Razzien der Staatsanwaltschaft sowie zum Rücktritt von Spitzenfunktionären, darunter dreier DFB-Präsidenten.
2021 gingen auch Geldgeber gegenüber dem DFB auf Distanz. Der von der Süddeutschen Zeitung als „Demontage der eigenen Ethikkommission durch die DFB-Spitze“ bezeichnete Vorgang sorgte auch für Verärgerung bei zahlreichen DFB-Sponsoren.
Historisch war der DFB an einigen problematischen politischen Entwicklungen beteiligt. So gab es während des Ersten Weltkrieges Publikationen, welche insofern der Kriegspropaganda folgten, als sie deutsche Großmachtfantasien unterstützten. Da der deutsche Fußball in den Anfangsjahren des Nationalsozialismus einen Aufschwung durchlief, waren nationalsozialistische Überzeugungen innerhalb des deutschen Fußballs, sowohl bei Spielern als auch bei Funktionären, sehr populär. Zudem wurde auch beim DFB über die zunehmende Ausgrenzung von Juden hinweggeschaut oder sie fand in den eigenen Reihen statt.

### Paid-Editing (Whitewashing) bei Wikipedia
Der DFB beauftragte 2019 einen externen PR-Dienstleister, um den Wikipedia-Artikel des DFB-Generalsekretärs Friedrich Curtius in Form der professionellen Public Relations zu überarbeiten für eine Auftragssumme in fünfstelliger Euro-Summe und weiter zu pflegen gegen weiteres Entgelt. Laut der Meldung von der Frankfurter Rundschau vom Januar 2021 wurden im Wikipedia-Eintrag von Friedrich Curtius „Kontroversen aus [dem] Lebenslauf gelöscht“ bzw. „frisiert“. Nebenbei vergaß der nicht sachkundige externe PR-Dienstleister, seine Überarbeitungen nach Wikipedia-Richtlinien als „Paid-Editing“ zu kennzeichnen. Was zur Folge hatte, dass die Wikipedia-Administratoren den externen PR-Dienstleister als agierenden (ehrenamtlichen) Wikipedia-Benutzer sperrten und den Wikipedia-Artikel von Friedrich Curtius mit der Kennzeichnung „Die Neutralität dieses Artikels oder Abschnitts ist umstritten …“ versahen. Der gesperrte Wikipedia-Benutzer war zuvor auch als Bearbeiter im Wikipedia-Artikelthemenkreis um den „Deutsche[n] Fußball-Bund“ fast ausschließlich aktiv.
Die beauftragten PR-Handlungen vom DFB sorgten für Kritik von Wikipedia. Ein Vertreter von Wikipedia Deutschland kritisierte diese Handlungen folgendermaßen: Es sei ein „… schwerwiegende[r] Verstoß gegen die Richtlinien von Wikipedia [,…] insbesondere wurde eine mögliche bezahlte Überarbeitung des betreffenden Artikels nicht transparent gemacht. […] Das Paid Editing, also die bezahlte Erstellung oder Überarbeitung von Artikeln, steht im Widerspruch zur Idee ehrenamtlicher Mitarbeit und ist nur unter Einhaltung strenger Auflagen geduldet […] Mit fairem Sportsgeist hat das nichts zu tun. Der DFB muss jetzt klar Stellung beziehen“. Der DFB entschuldigte sich später für seine Beauftragung einer externen PR-Dienstleistung. Im Februar 2021 kritisierte der Sportjournalist Klaas Reese den Einsatz vom DFB für den Amateurfußball, während der COVID-19-Pandemie „der DFB […] lieber Geld für unwichtige Wikipedia-Artikel aus[gab] oder [sich verhedderte] in internen Streitigkeiten“.

## Finanzierung und Sponsoring
Im Jahr 2007 schlug das DFB-Präsidium ein vom damaligen Manager der A-Nationalmannschaft Oliver Bierhoff verhandeltes 500 Millionen US-Dollar umfassendes Sponsorangebot des US-amerikanischen Sportartikelherstellers Nike aus und blieb bei seinem bisherigen langjährigen Hauptsponsor, dem deutschen Sportausrüster Adidas, der nur ein Sechstel jener Summe zahlte (und der von kurzen Unterbrechungen abgesehen, mindestens seit der WM 1954 Sponsor der Nationalmannschaft war).
Für das Jahr 2015 wurden die Einnahmen mit 228,1 Millionen und die Ausgaben mit 224,6 Millionen ausgewiesen, so dass ein Überschuss von 3,5 Millionen Euro entstand. Kritisiert wurden die hohen Rücklagen, die bis auf 167,8 Millionen angestiegen waren. Durch die Misserfolge der A-Nationalmannschaft bei der WM 2018 und 2022 und bei der EM 2021 entgingen dem Verband hohe Prämienzahlungen von FIFA und UEFA. Gleichzeitig standen in jener Zeit hohe Ausgaben durch den Bau des Frankfurter DFB-Campus für fast 190 Millionen Euro, durch juristischen Dauer-Auseinandersetzungen im Gefolge der internen Querelen im Verband sowie durch Steuernachzahlungen im Zuge der Sommermärchen-Affäre zu Buche. Im Jahr 2022 waren die Rücklagen auf 41 Millionen gesunken. DFB-Finanzdirektor Stephan Grunwald sprach von einem strukturellen Defizit.
Im Jahr 2024 entschied der DFB, den Hauptsponsor Adidas nach mehr als 70 Jahren Zusammenarbeit ab 2027 durch dessen US-amerikanischen Konkurrenten Nike zu ersetzen. Die Vereinbarung umfasst geschätzt hundert Millionen Euro pro Jahr und ist bis 2034 datiert. Die Ankündigung sorgte bei einigen Politikern für Kritik.

## Einrichtungen

### DFB-Campus
Seit 2015 plante der DFB den Bau einer zentralen Fußballakademie. Die Idee einer Akademie als sportliches Kompetenzzentrum geht auf Oliver Bierhoff zurück und darüber hinaus wurden auch Gedanken von Hansi Flick als damaligem Sportdirektor umgesetzt. Neben Trainingsplätzen sollte diese auch Platz für die DFB-Verwaltung und ein Pressezentrum bieten. Aus diesem Grund wurde der Neubau zunächst als DFB-Akademie bezeichnet. Mit seiner Fertigstellung wurde der Neubau jedoch DFB-Campus genannt. Der DFB entschied sich dabei für den Verbleib in Frankfurt am Main und erhielt dafür von der Stadt durch Erbbaurecht das Gelände der Galopprennbahn Niederrad. Das Projekt war in Frankfurt umstritten. Eine Bürgerinitiative konnte einen Bürgerentscheid erreichen, der am 21. Juni 2015 durchgeführt wurde. Zwar stimmte eine Mehrheit für den Erhalt der Pferderennbahn, die notwendige Wahlbeteiligung kam jedoch nicht zustande, sodass die Initiative scheiterte. Am 27. Juli 2017 entschied das Oberlandesgericht Frankfurt, dass der Frankfurter Renn-Klub e. V. als bisheriger Betreiber das Areal zu räumen habe, womit die rechtliche Grundlage für den Bau des etwa 150 Millionen Euro teuren DFB-Campus gegeben war. Nachdem der Bundesgerichtshof einen Antrag auf Einstellung der Zwangsräumung des Rennbahngeländes am 20. September 2017 ablehnte, gab der Renn-Klub seinen Widerstand auf, indem sein Schatzmeister Carl Philip Graf zu Solms die Schlüssel der Geschäftsstelle an die Gerichtsvollzieherin überreichte. Der endgültige Beschluss zum Bau des Projektes erfolgte auf einem außerordentlichen DFB-Bundestag am 8. Dezember 2017.
Im Februar 2019 übergab die Stadt die Fläche an den DFB. Im März 2019 erhielt der Frankfurter Projektentwickler Groß & Partner vom DFB den Auftrag zum Bau der Akademie und der neuen Verbandszentrale. Die Grundsteinlegung fand am 26. September 2019 in Gegenwart von Bundeskanzlerin Angela Merkel statt.
Mit der Inbetriebnahme am 30. Juni 2022 schloss der DFB sein 150 Millionen Euro teures Projekt nach mehr als neun Jahren ab. In Anwesenheit von etwa 300 Gästen aus Sport, Politik und Wirtschaft nahm DFB-Präsident Bernd Neuendorf den Neubau in Besitz. Auf einer Gesamtfläche von 15 Hektar sind Administration, Sport und Wissenschaft erstmals in der Geschichte des Verbandes unter einem Dach zusammengewachsen. Verteilt auf den Gebäudeteil „Taktik“ für die Verwaltung und den Gebäudeteil „Sport“ inklusive der DFB-Akademie entstanden insgesamt rund 700 Arbeitsplätze. Zu dem 307 Meter langen und maximal 18,50 Meter hohen Komplex gehören eine große Fußballhalle, ein Athletenhaus mit 33 Zimmern, eine Futsal- beziehungsweise Mehrzweckhalle sowie dreieinhalb Naturrasenplätze und weitere Trainingsflächen. Im Bedarfsfall stehen dem DFB zusätzlich fünf Hektar als Erweiterungsoption zur Verfügung.
Die alte DFB-Zentrale in der Otto-Fleck-Schneise war zu klein geworden. Die UEFA hat die Räumlichkeiten übernommen und ist mit der EURO 2024 GmbH für die Turnierorganisation der UEFA EURO 2024 in Deutschland dort eingezogen.

### DFB-Akademie

Logo der DFB-Akademie

Die DFB-Akademie ist die Abteilung des Deutschen Fußball-Bundes, die sich um die Weiterentwicklung des deutschen Fußballs kümmert. Sie begreift sich als Dienstleister und Impulsgeber für die 16 Nationalmannschaften des DFB sowie des gesamten deutschen Fußballs. Die Akademie ist im Geschäftsbereich „Nationalmannschaften & Akademie“ der DFB GmbH & Co. KG eingegliedert. Sie besteht aus dem Bereich „Performance, Technologie & Innovation“ sowie dem Bereich „Trainer- und Expertenentwicklung“. Die ersten inhaltlichen Projekte der Akademie starteten bereits im Jahr 2017.
Von 2015 an plante der DFB den Bau einer zentralen Fußball-Akademie in Frankfurt am Main. Aus diesem Grund wurde der Neubau zunächst als DFB-Akademie bezeichnet. Mit seiner Fertigstellung wurde der Neubau jedoch DFB-Campus genannt.

### Deutsches Fußballmuseum
Das Deutsche Fußballmuseum wurde am 23. Oktober 2015 als offizielles nationales Fußballmuseum des Deutschen Fußball-Bundes in Dortmund eröffnet. Das Museum widmet sich dabei in erlebnisorientierter Atmosphäre den Höhepunkten der deutschen Fußballgeschichte.

## Engagement gegen Rassismus und Neonazismus
Der DFB wendet sich verschiedentlich gegen Rassismus und Fremdenfeindlichkeit. Zur Verbesserung der Integration von Migranten, die der damalige DFB-Präsident Theo Zwanziger als „wichtiges gesellschaftspolitisches Thema“ ansah, zu dem der DFB einen Beitrag leisten müsse, wurde das Amt des Integrationsbeauftragten im Vorstand des DFB geschaffen, das von 2006 bis 2016 Gül Keskinler ausfüllte. Im November 2016 berief man den ehemaligen deutschen Nationalspieler Cacau zu ihrem Nachfolger.
Außerdem wirbt die Nationalmannschaft für die Aktion „Netz gegen Nazis“, die von der Wochenzeitung „Die Zeit“ initiiert wurde und vom DFB, der DFL, dem Deutschen Olympischen Sportbund (DOSB) und dem Deutschen Feuerwehrverband unterstützt wird. Diese Kampagne „will darüber aufklären, wie sich rechtsextremistische Tendenzen in unseren Alltag einschleichen“. Die Unterstützung dieser Aktion „Netz gegen Nazis“ wurde vom Ehrenpräsidenten des DFB Gerhard Mayer-Vorfelder allerdings als „wohl etwas voreilig“ bezeichnet, weil diese „konservative Institutionen wie die Junge Freiheit oder das Studienzentrum Weikersheim in einen Topf mit Neonazis“ werfe.
Der DFB sieht seine Aktionen „Gegen Rechts“ im Kontext des entsprechenden Engagements von UEFA und FIFA. Auf Anregung der Bundesregierung wurden bei der Fußball-WM 2006 vor den Viertelfinalspielen Erklärungen gegen Rassismus verlesen, was die EM 2008 in Österreich und der Schweiz zu den Halbfinalspielen aufgriff.
Im Juli 2008 wurde die Berufung von DFB-Integrationsbotschaftern beschlossen. Bisherige DFB-Integrationsbotschafter waren u. a. Robert Enke, Cacau, Serdar Taşçı, Jimmy Hartwig und Célia Šašić.
Am 6. November 2009 wurde der DFB für seine Nachwuchsarbeit, für den mit 25 Millionen Euro finanzierten Bau von 1000 Mini-Spielfeldern in ganz Deutschland und seine Beiträge zur Integration mit dem Deutschen Nachhaltigkeitspreis ausgezeichnet.

## Auszeichnungen
Der DFB vergibt für langjährige und erfolgreiche Arbeit im Verband diverse Auszeichnungen. Dazu gehören:
- DFB-Verdienstnadel
- Silberne Ehrennadel
- Verdienstspange
- Goldene Ehrennadel
- Ehrenspange
- vergrößerte goldene Ehrennadel
- vergrößerte goldene Ehrennadel mit Brillanten
- Golden Award
- Julius-Hirsch-Preis
- Trainerpreis des deutschen Fußballs
- Fair-Play-Preis

Seit 2005 werden die größten Nachwuchsspieler des DFB mit der Fritz-Walter-Medaille geehrt. Zudem zeichnet der Verband seit 2010 den Nationalspieler des Jahres aus, seit 2012 auch zusätzlich die Nationalspielerin des Jahres. Die Auszeichnung erfolgt nach einer Abstimmung im Internet, an der jede auf der Website des DFB registrierte Person teilnehmen kann.
Nationalspieler des Jahres
- 2010: Bastian Schweinsteiger
- 2011: Mesut Özil
- 2012: Mesut Özil (2)
- 2013: Mesut Özil (3)
- 2014: Toni Kroos
- 2015: Mesut Özil (4)
- 2016: Mesut Özil (5)
- 2017: Joshua Kimmich
- 2018: Marco Reus
- 2019: Matthias Ginter
- 2020: Manuel Neuer
- 2021: Joshua Kimmich (2)
- 2022: Jamal Musiala
- 2023: Emre Can
- 2024: Jamal Musiala (2)

Nationalspielerin des Jahres
- 2012: Alexandra Popp
- 2013: Nadine Keßler
- 2014: Dzsenifer Marozsán
- 2015: Lena Goeßling
- 2016: Isabel Kerschowski
- 2017: Linda Dallmann
- 2018: Svenja Huth
- 2019: Giulia Gwinn
- 2020: Lena Oberdorf
- 2021: Lea Schüller
- 2022: Alexandra Popp (2)
- 2023: Klara Bühl
- 2024: Giulia Gwinn (2)

## Trivia

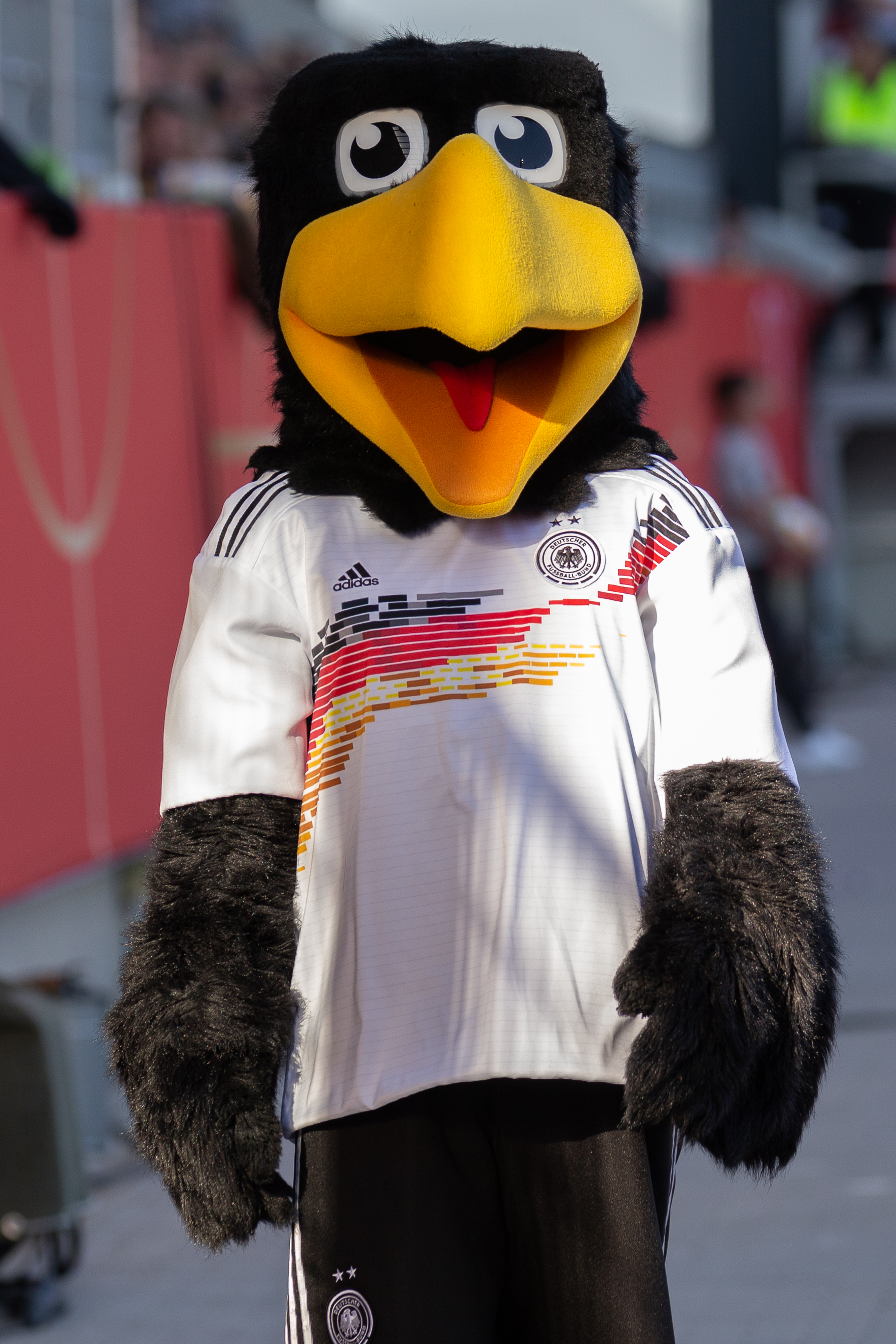
Maskottchen „Paule“

Am 5. Oktober 1993 fand das erste Benefizspiel der DFB-Geschichte statt. Im Augsburger Rosenaustadion spielte die Nationalmannschaft gegen „Bundesliga international“, eine Auswahl ausländischer Bundesligaprofis. Das Motto: „Friedlich miteinander – mein Freund ist Ausländer“.
Das Maskottchen des DFB ist seit Januar 2006 (offiziell vorgestellt am 23. März 2006) ein Adler mit schwarzem Federkleid und gelbem Schnabel mit dem Namen „Paule“.
Offizielles DFB-Lied war bis 2013 Running With A Dream. Die Idee dafür stammte von Berti Vogts, die Musik vom Engländer Mike Batt. Die Welturaufführung fand am 6. September 1997 in Berlin statt. Der DFB erklärte hierzu: „Mit diesem Song sollen sich alle unsere Fans identifizieren. Er ist gleichzeitig Ansporn für unsere Jugend, weil er von einem Traum erzählt, der Wahrheit wird – vom Traum einer großen Karriere im Sport, den man sich hart erarbeiten kann. Der Song soll zum ständigen akustischen Markenzeichen der Nationalmannschaft werden.“ Allerdings war dem Lied 1998 keine große Resonanz in der Bevölkerung beschieden und erreichte auch nur knapp die Top 100 der deutschen Musikrangliste. Er verfehlte sein Ziel, ein akustisches Markenzeichen der Nationalmannschaft zu werden, und geriet relativ schnell in Vergessenheit. Im Rahmen seines 41. ordentlichen Bundestages präsentierte der DFB am 24. Oktober 2013 eine neue Hymne, komponiert von Yohann Zveig. Sie dient als Einlaufmusik bei Länderspielen und beim DFB-Pokalendspiel und wird zur musikalischen Untermalung von Filmbeiträgen und bei DFB-Veranstaltungen eingesetzt.
Seit 2005 gibt es die Autorennationalmannschaft (Autonama), die von der Kulturstiftung des DFB unterstützt wird.
Im Jahr 2023 erteilte der DFB mit Ralf Stellfeld vom SG Braunschweig-West erstmals einem beinamputierten Spieler eine reguläre Spielberechtigung.
Die deutsche Männernationalmannschaft ist die einzige Mannschaft, die noch nie ein Auswärtsspiel bei einem WM-Qualifikationsspiel verlor.